# Lewocza i Spisz wraz z zabytkami kultury
Lewocza i Spisz wraz z zabytkami kultury (ang. Levoča, Spišský Hrad and the Associated Cultural Monuments, sł. Levoča, Spišský hrad a pamiatky okolia) – zabytek kulturowy znajdujący się na obszarze okresów (powiatów) Lewocza (sł. Levoča) i Nowa Wieś Spiska (sł. Spišská Nová Ves), wpisany na listę światowego dziedzictwa UNESCO, obejmujący Zamek Spiski (sł. Spišský Hrad), miasto Lewocza i znajdujące się w okolicy zabytki.

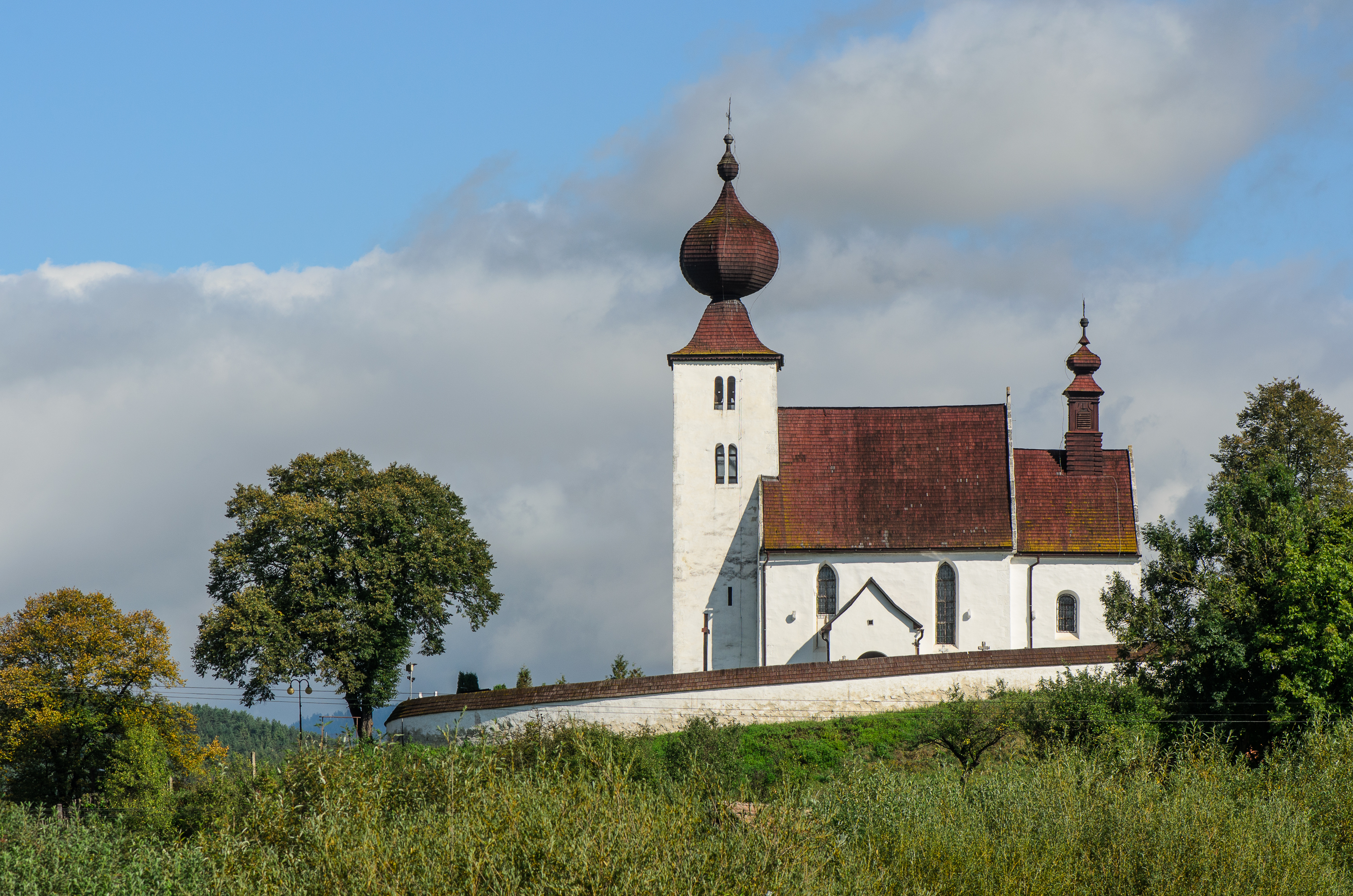
Jeden z zabytków poza głównymi ośrodkami – gotycki Kościół Ducha Świętego z XIII wieku w Żehrze

## Lewocza
Lewocza to miasto o bogatej historii. Pierwsze wzmianki o niej pochodzą z XIII wieku, kiedy to osiedlili się tu w pierwotnych osadach słowiańskich niemieccy imigranci. Ich przybycie przyspieszyło rozwój handlu, rzemiosła i górnictwa na tych terenach. Lewocza stała się stolicą saskiej gminy spiskiej. W XV i XVI wieku w Lewoczy nastąpił rozkwit architektury, oświaty, kultury, sztuki i rzemiosła, co było możliwe dzięki korzystnemu położeniu miejscowości na skrzyżowaniu dawnych szlaków handlowych oraz przywilejom polityczno-gospodarczym nadanym przez władców. Było to jedno z najważniejszych wolnych miast królewskich na Węgrzech i w Europie Wschodniej. Zabudowa miasta stanowi przykład bardzo dobrze zachowanego i autentycznego zespołu budynków, pełniącego funkcje militarne, polityczne, religijne, kupieckie i kulturowe; charakterystycznego dla średniowiecznego osadnictwa w Europie Wschodniej.

Levoča
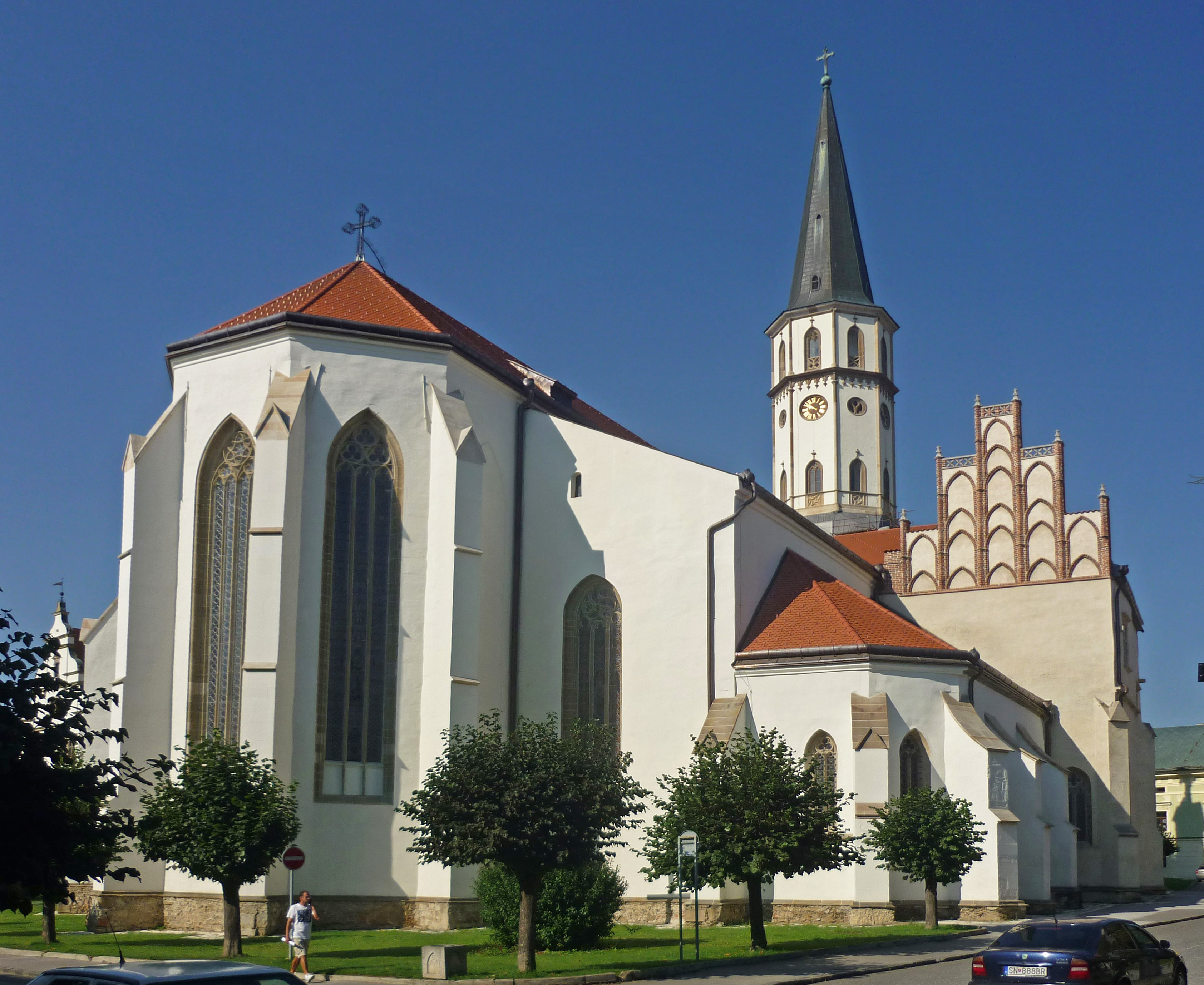
Bazylika świętego Jakuba
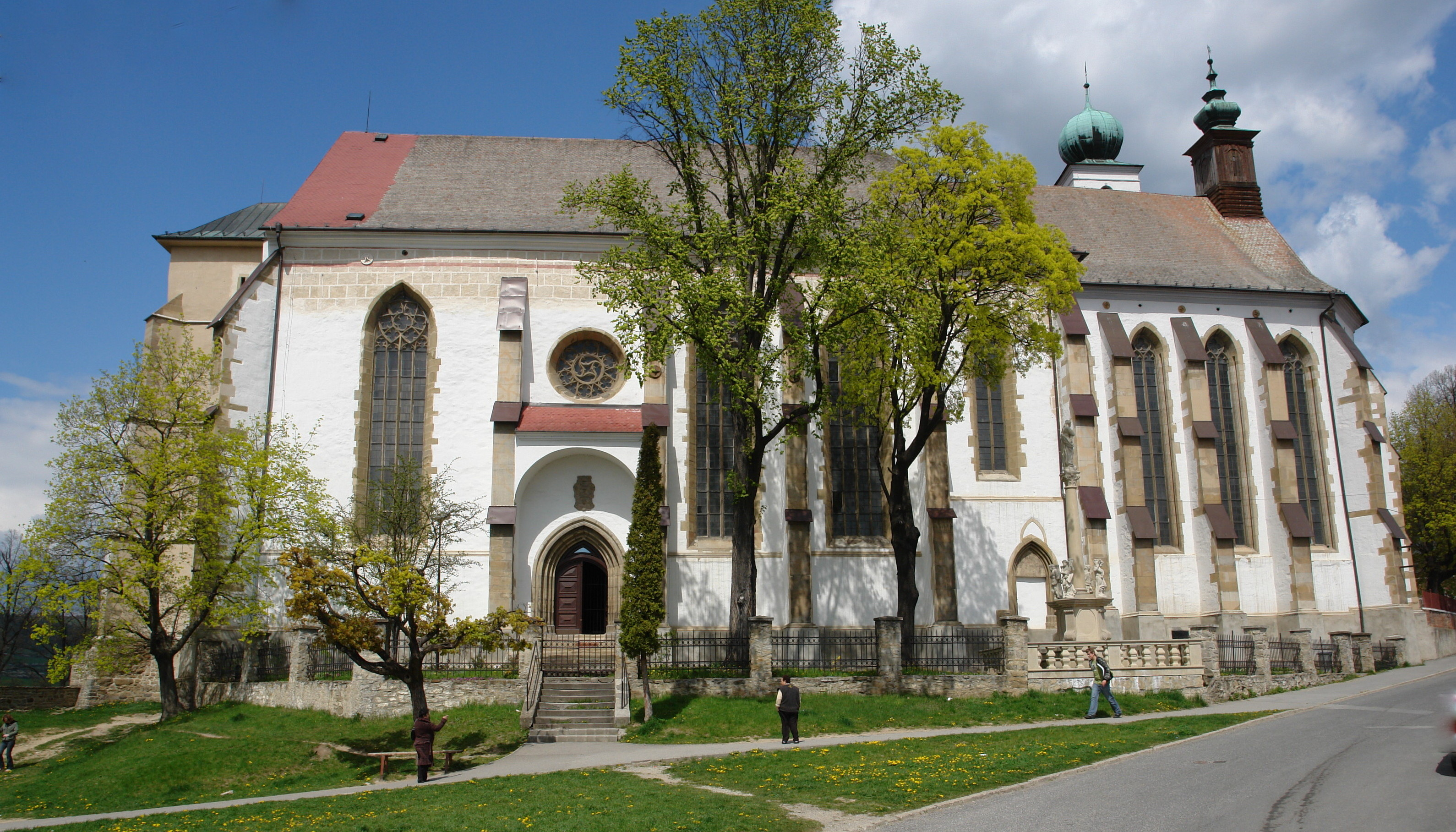
Kościół świętego Władysława
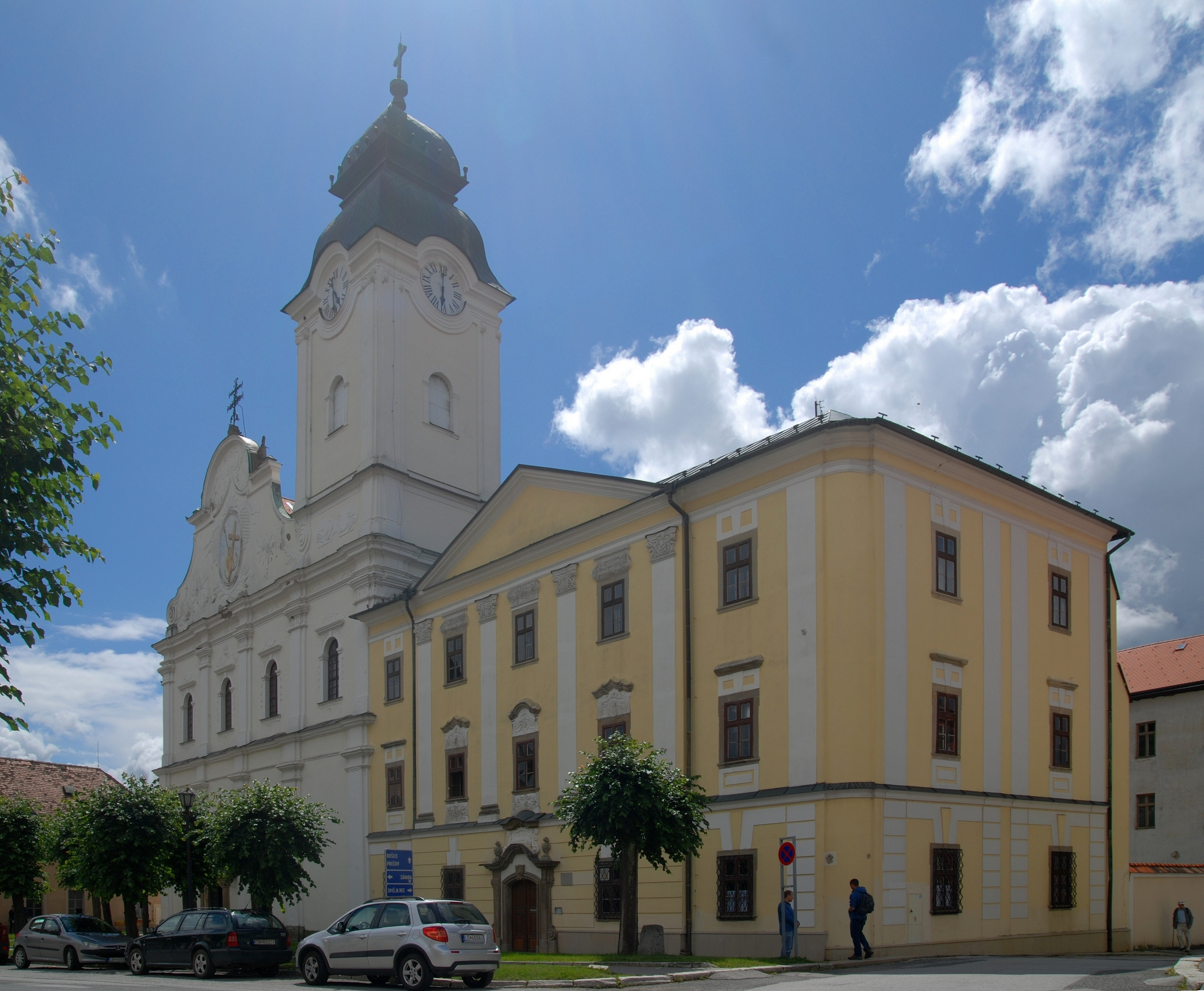
Kościół Ducha Świętego
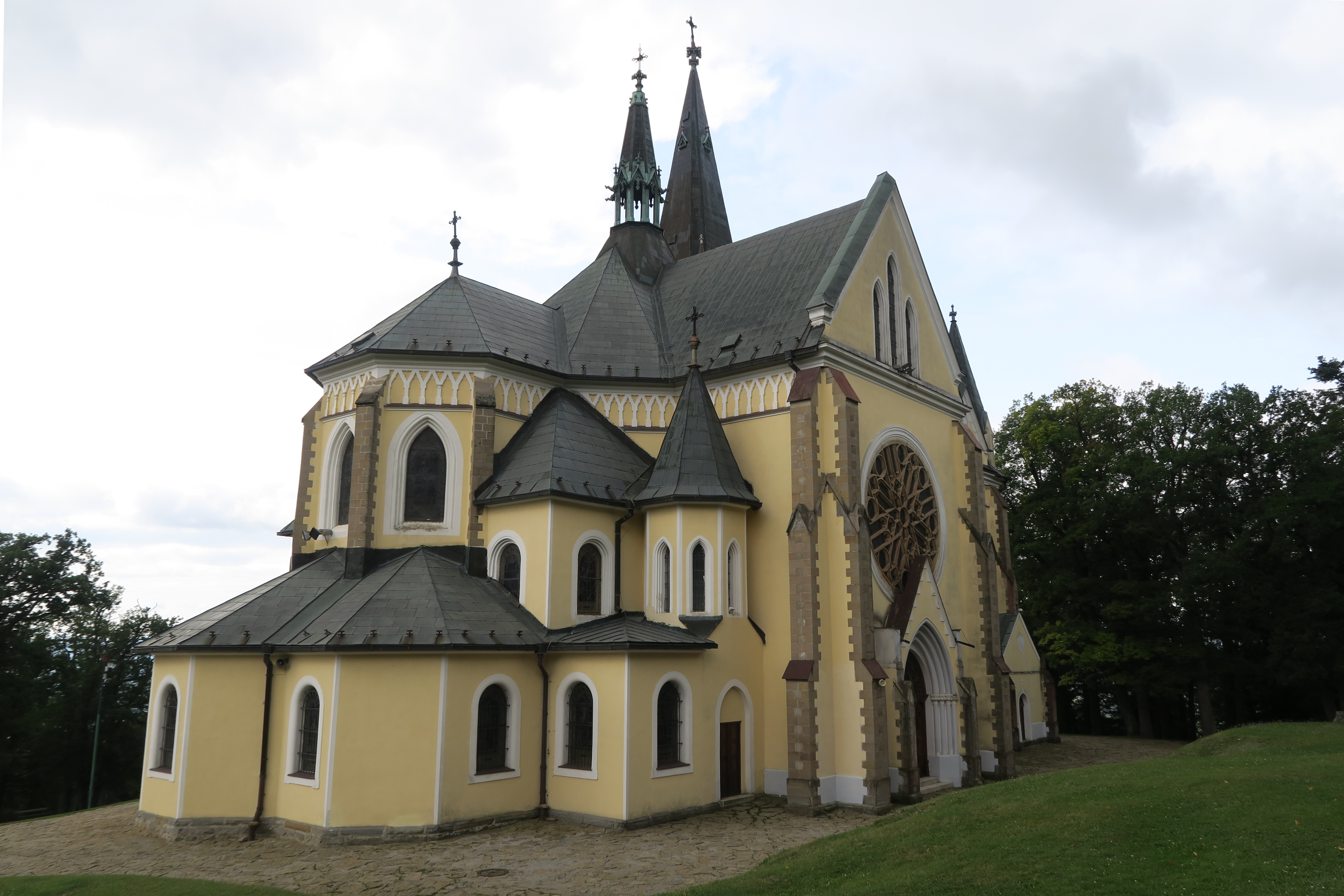
Bazylika Nawiedzenia Marii Panny
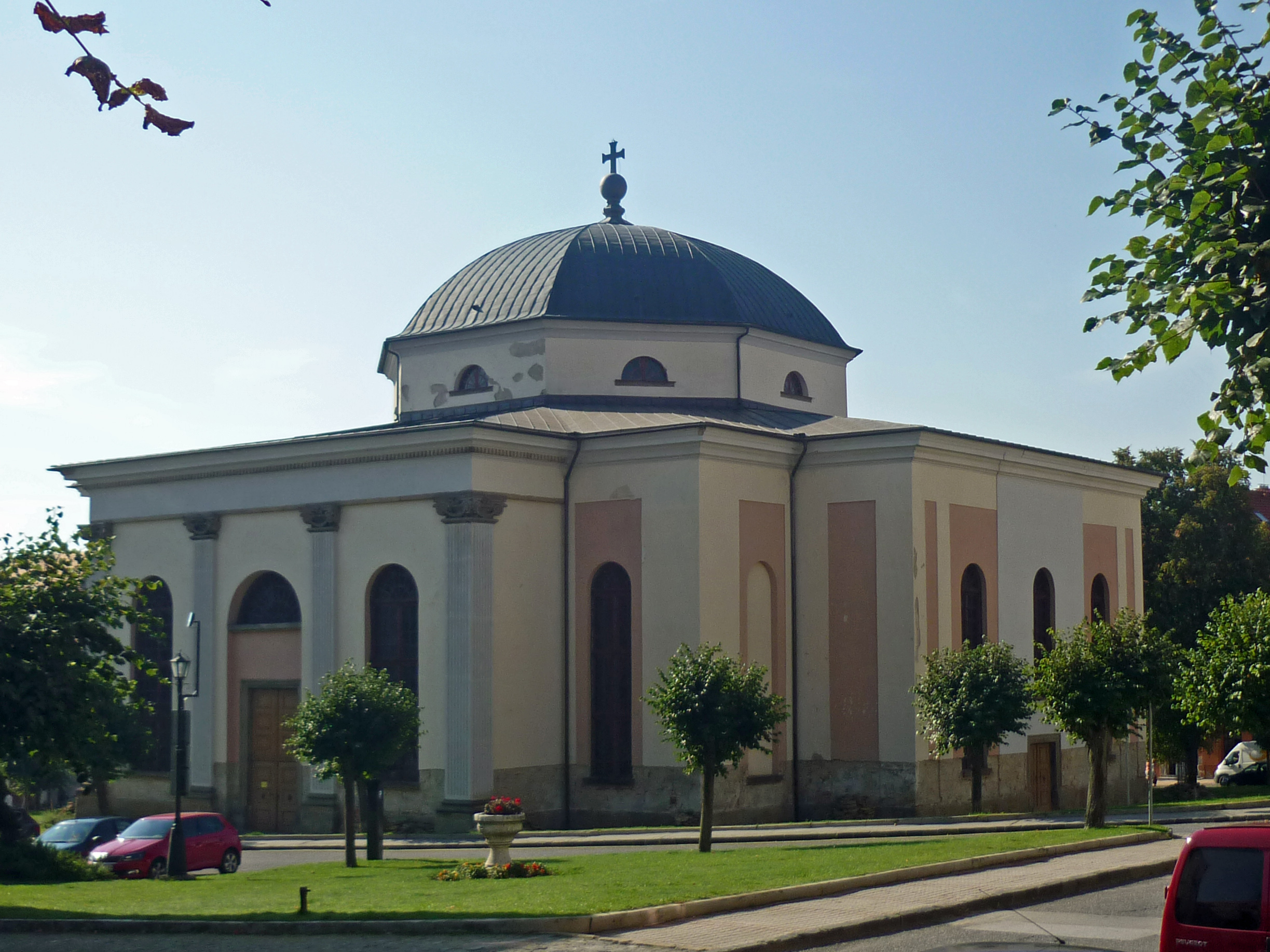
Kościół ewangelicki
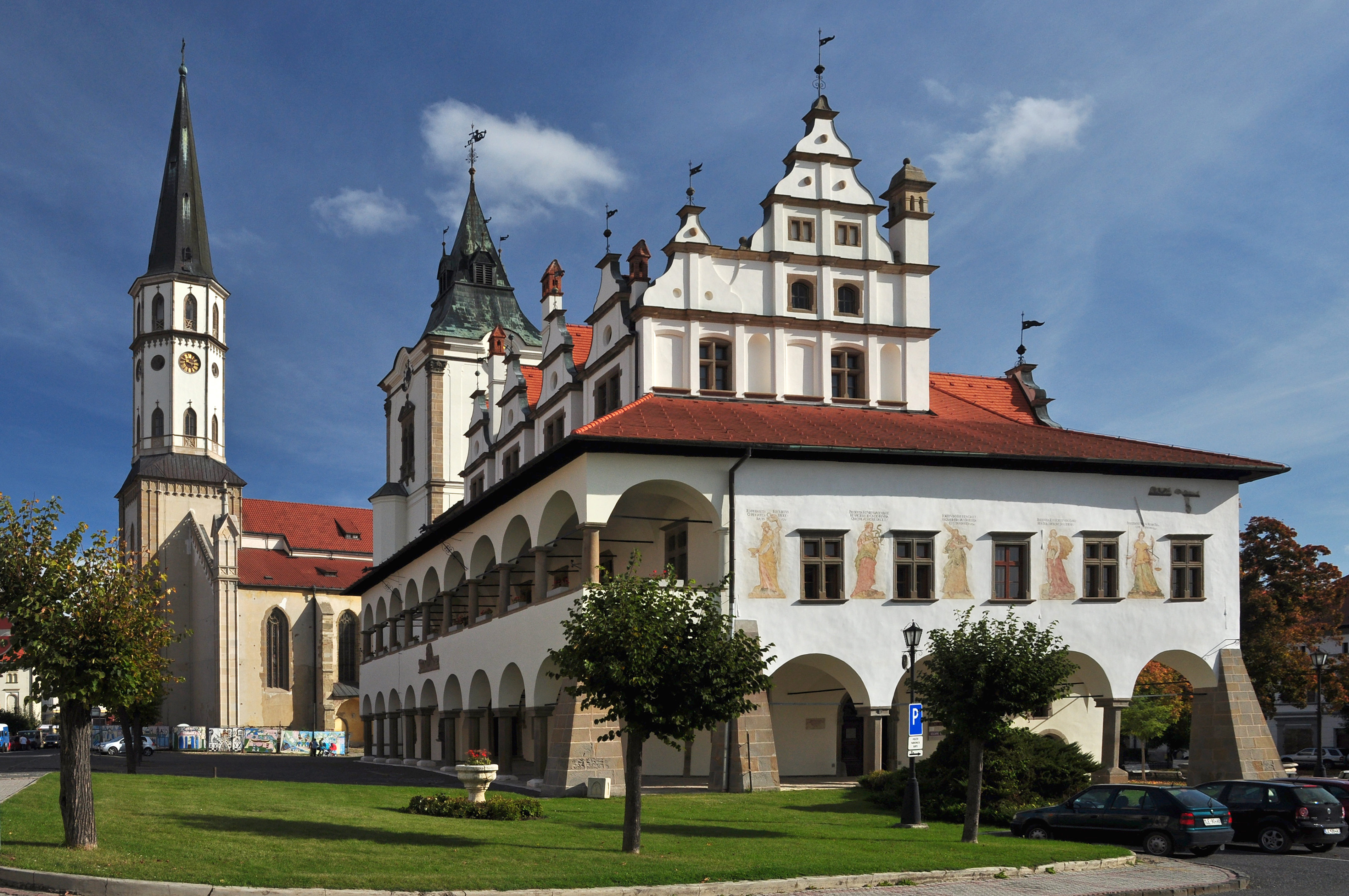
Renesansowy ratusz
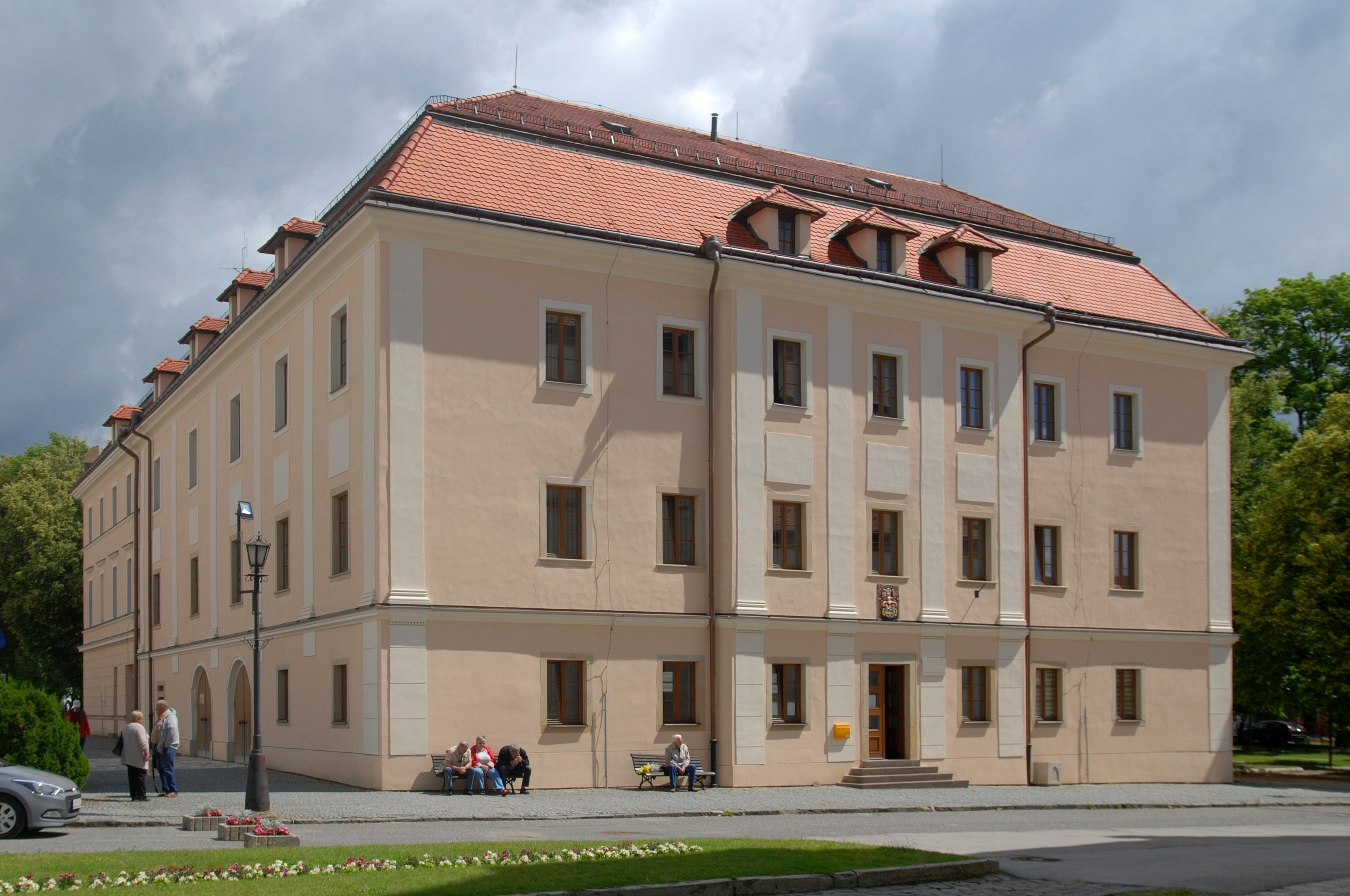
Urząd miasta
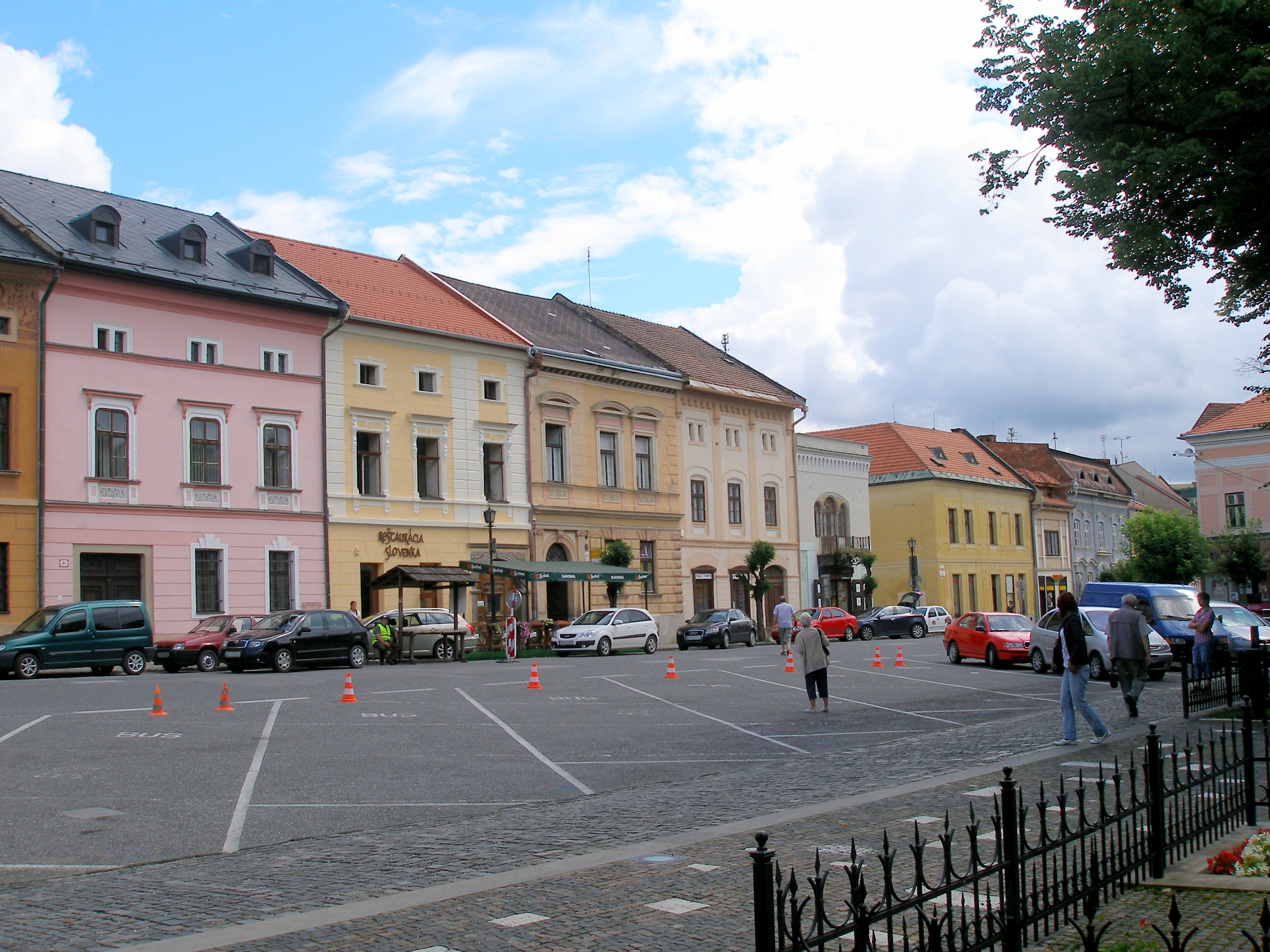
Domy na rynku mistrza Pawła
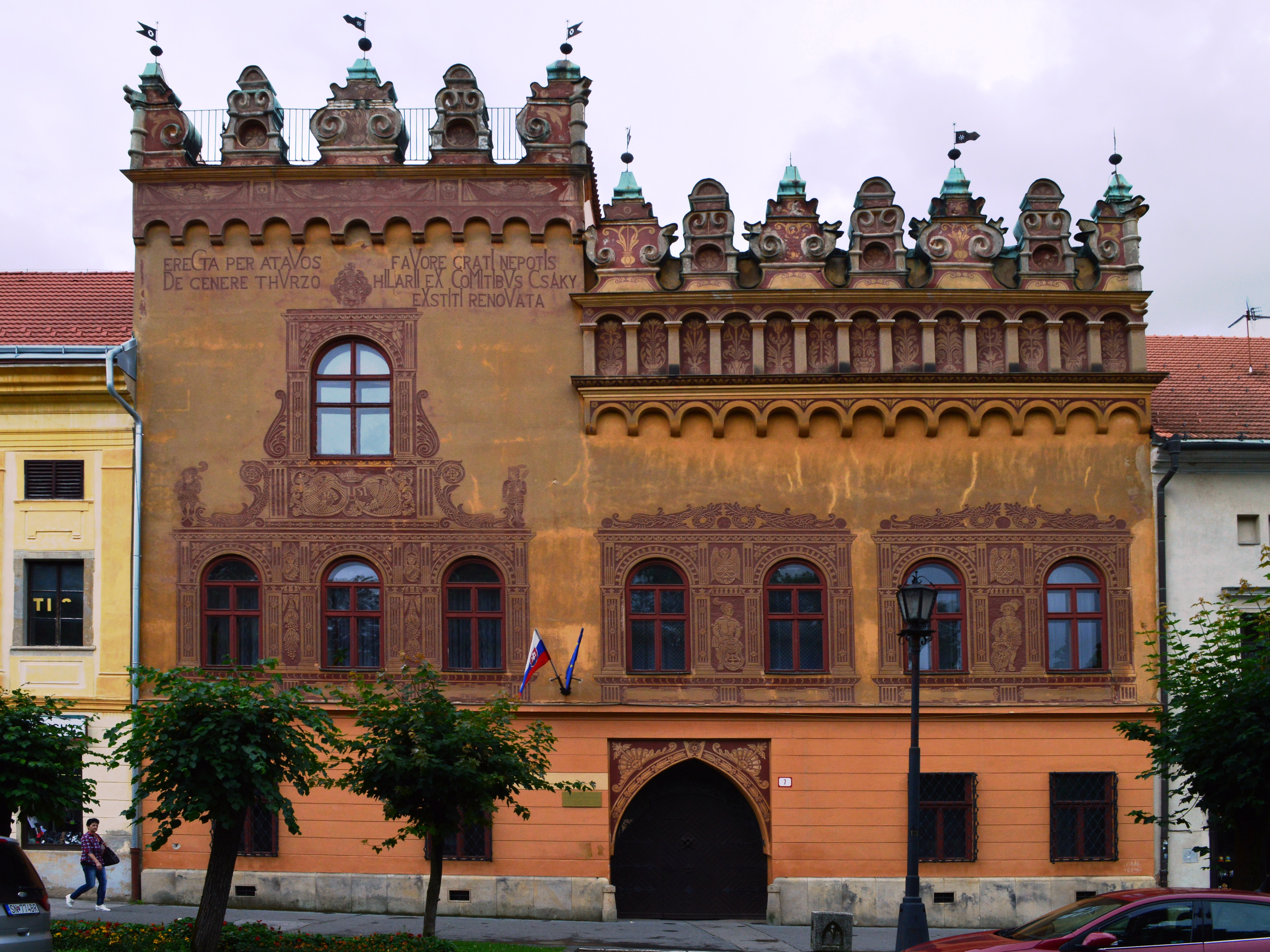
Dom Turzonów
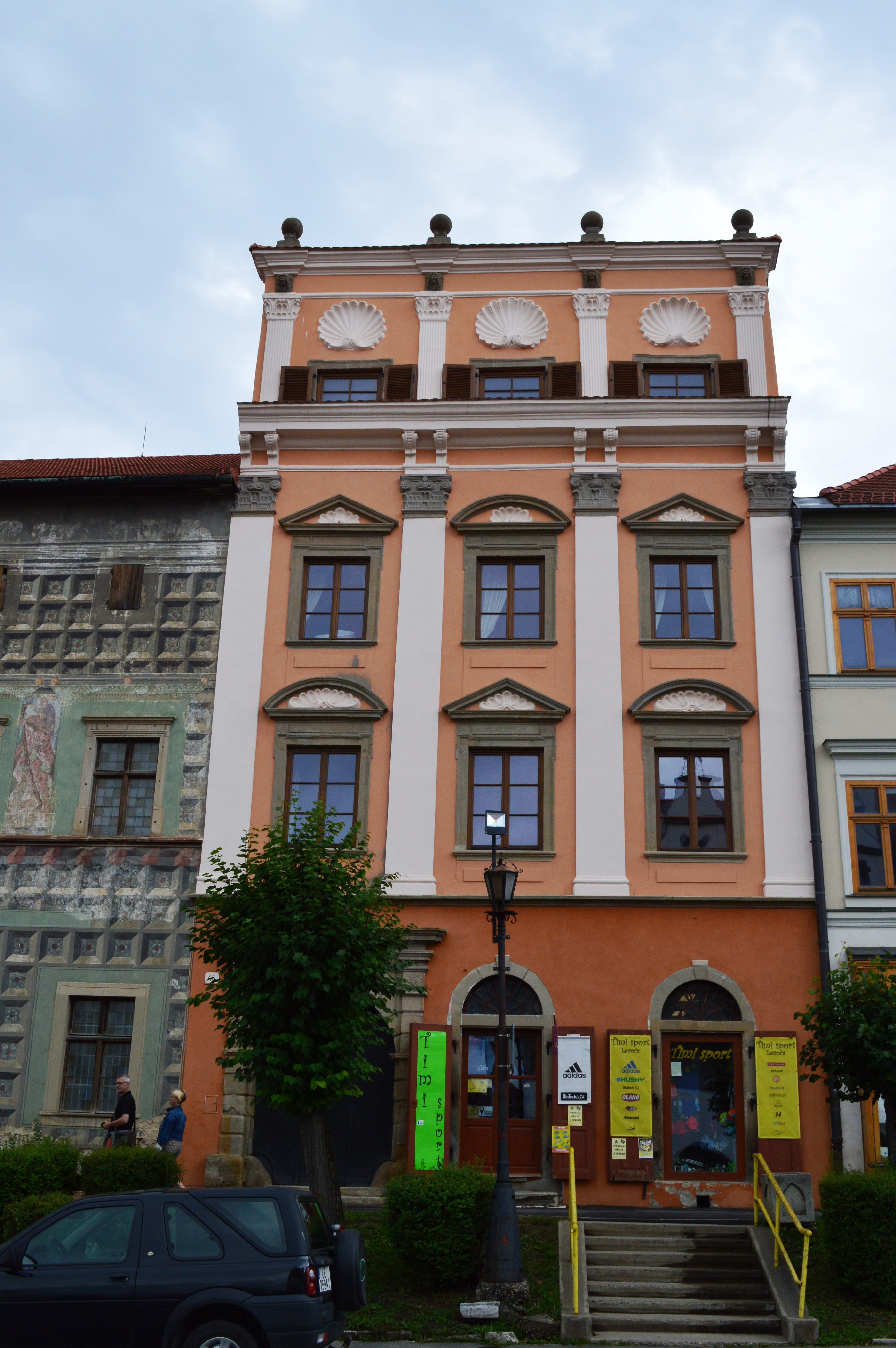
Dom Spillenbergów
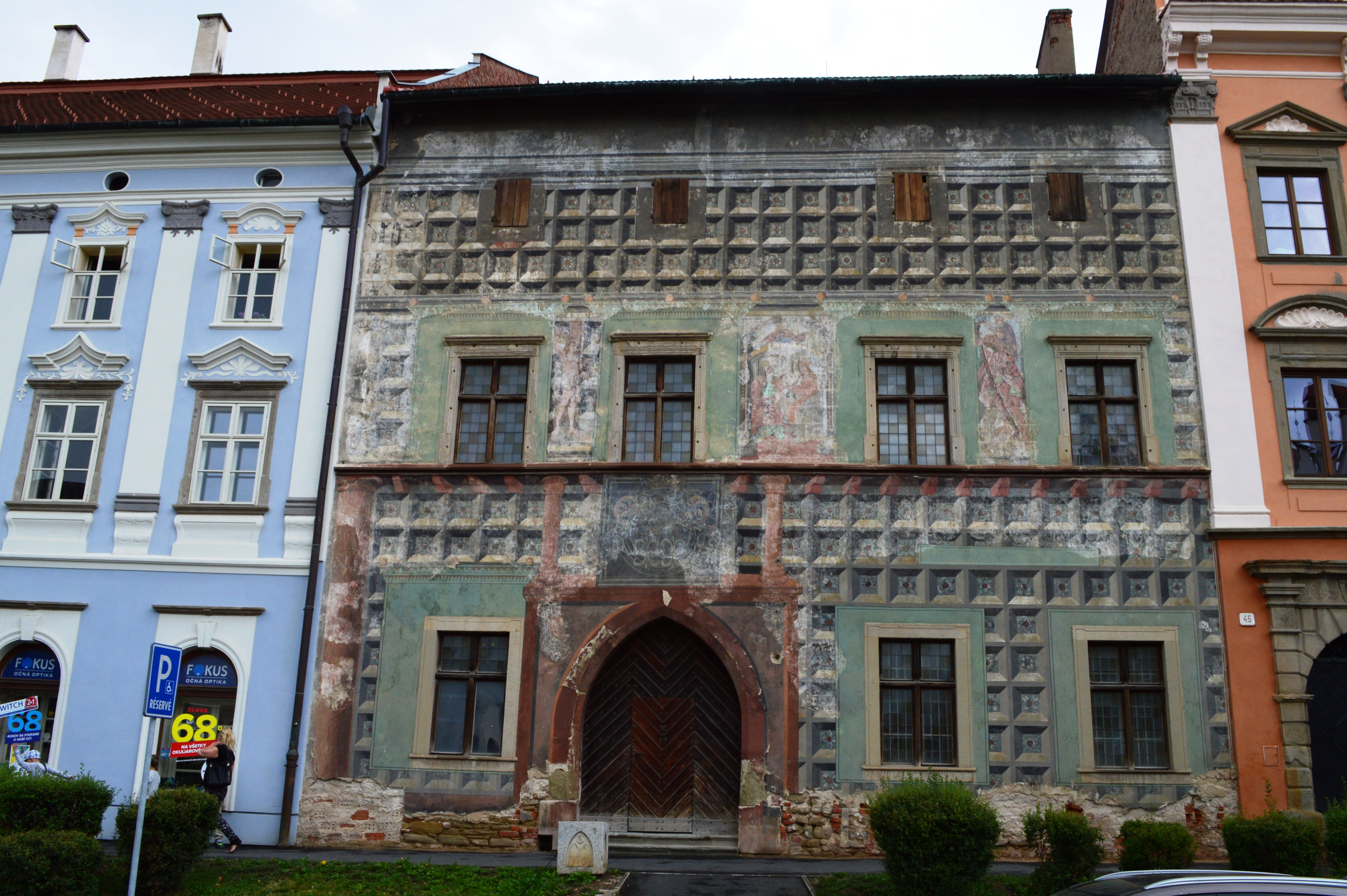
Dom Krupeków
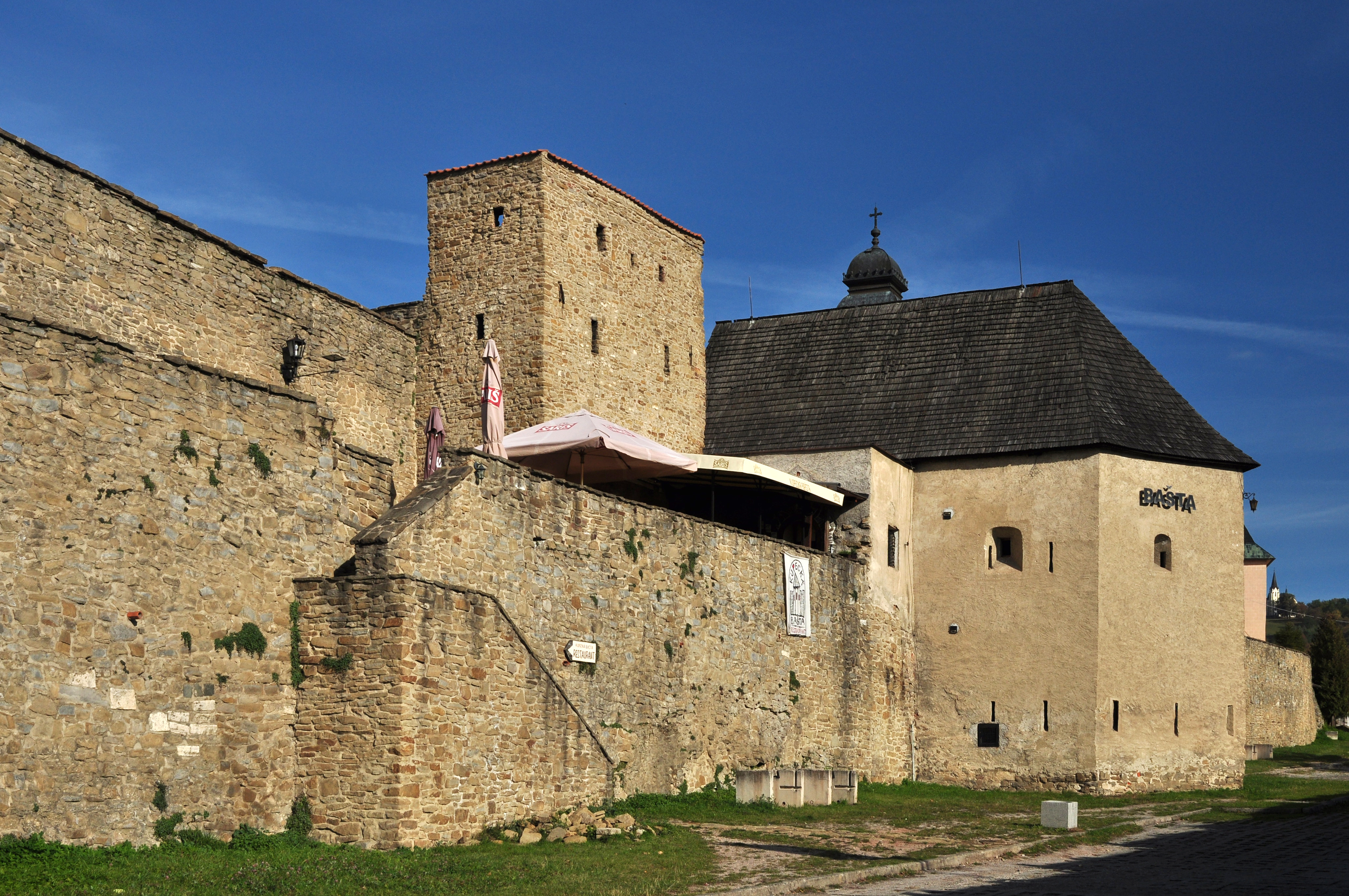
Fortyfikacje, widoczna tzw. baszta kupiecka
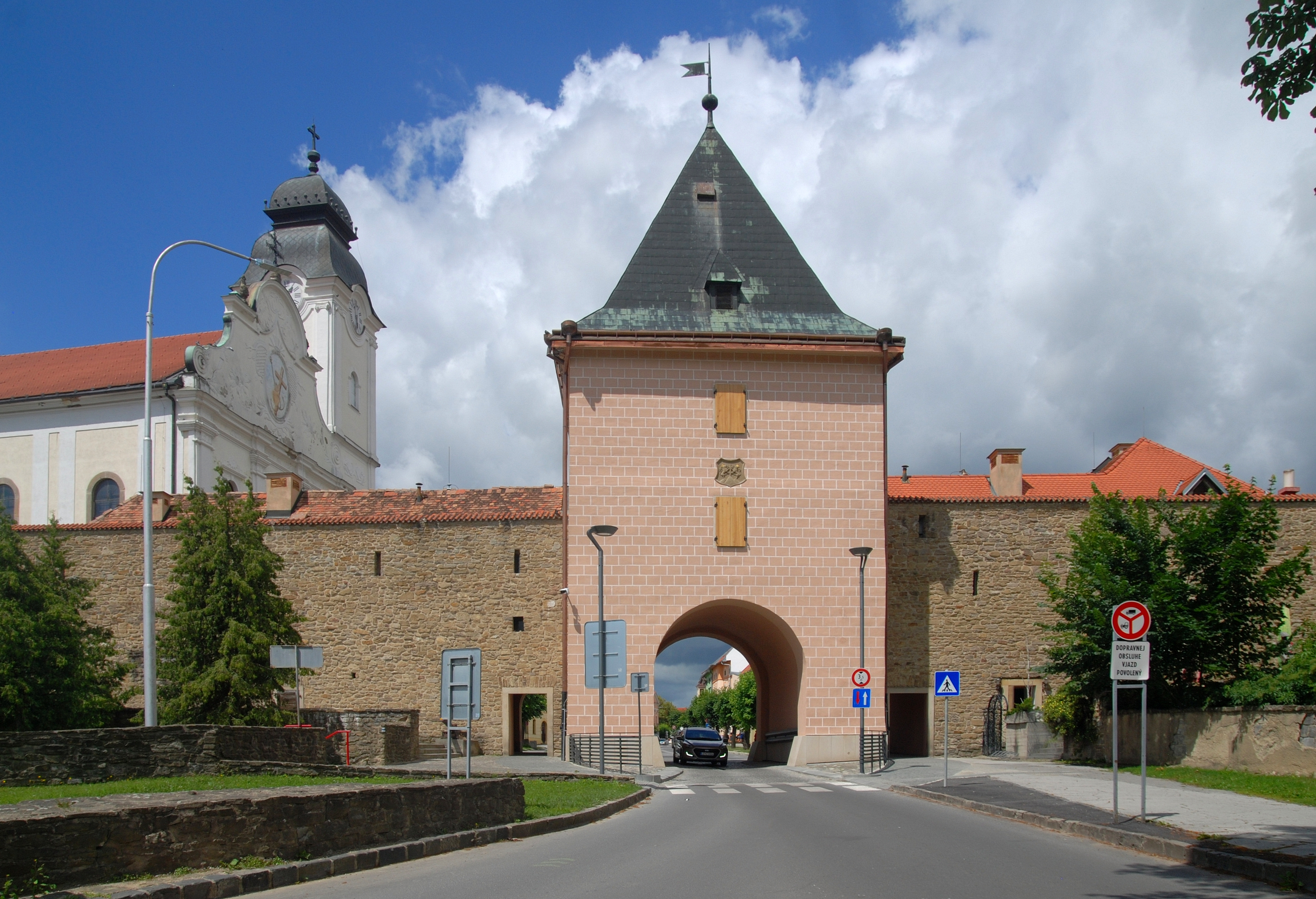
Brama Koszycka
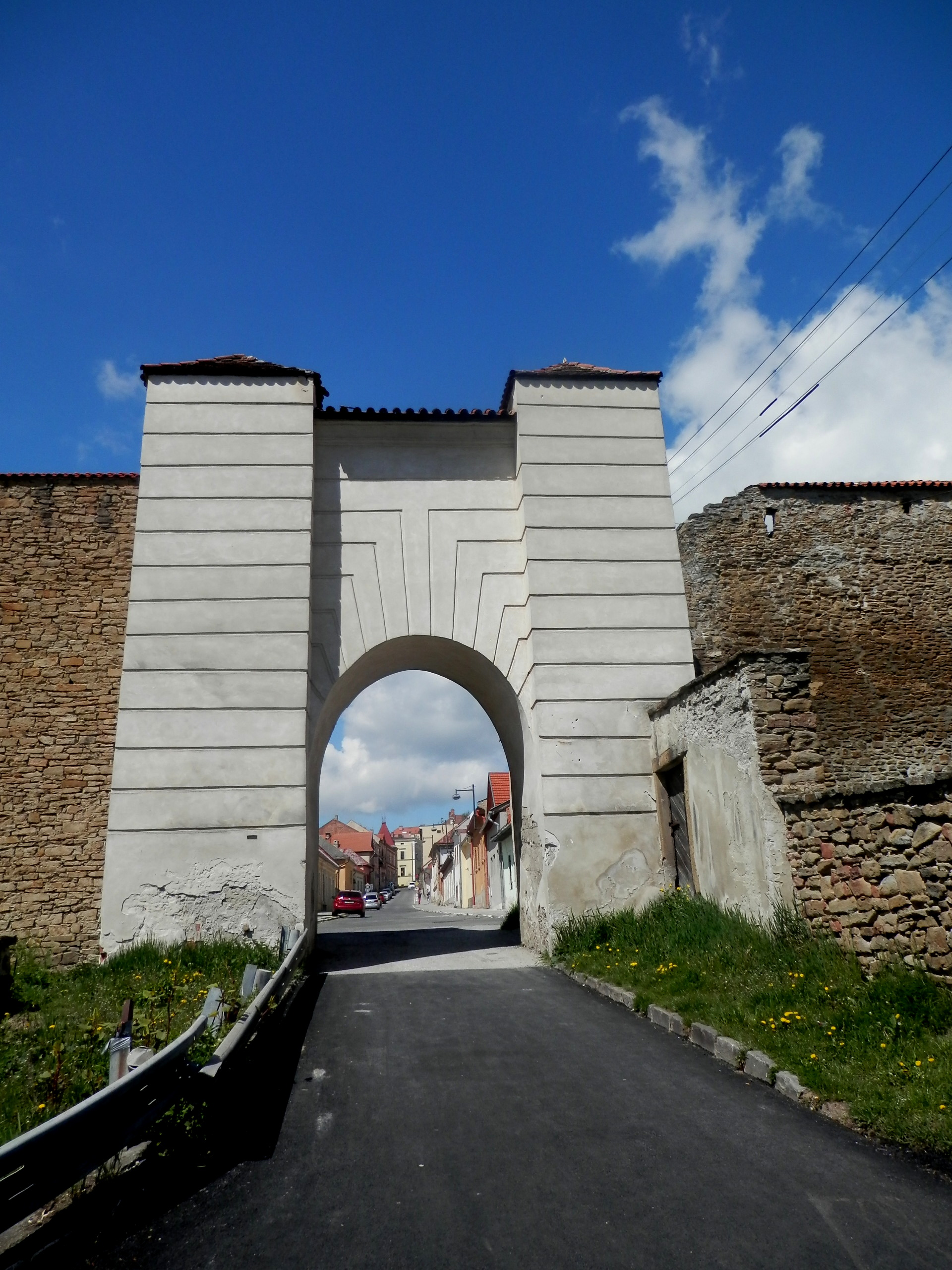
Brama Menhardská
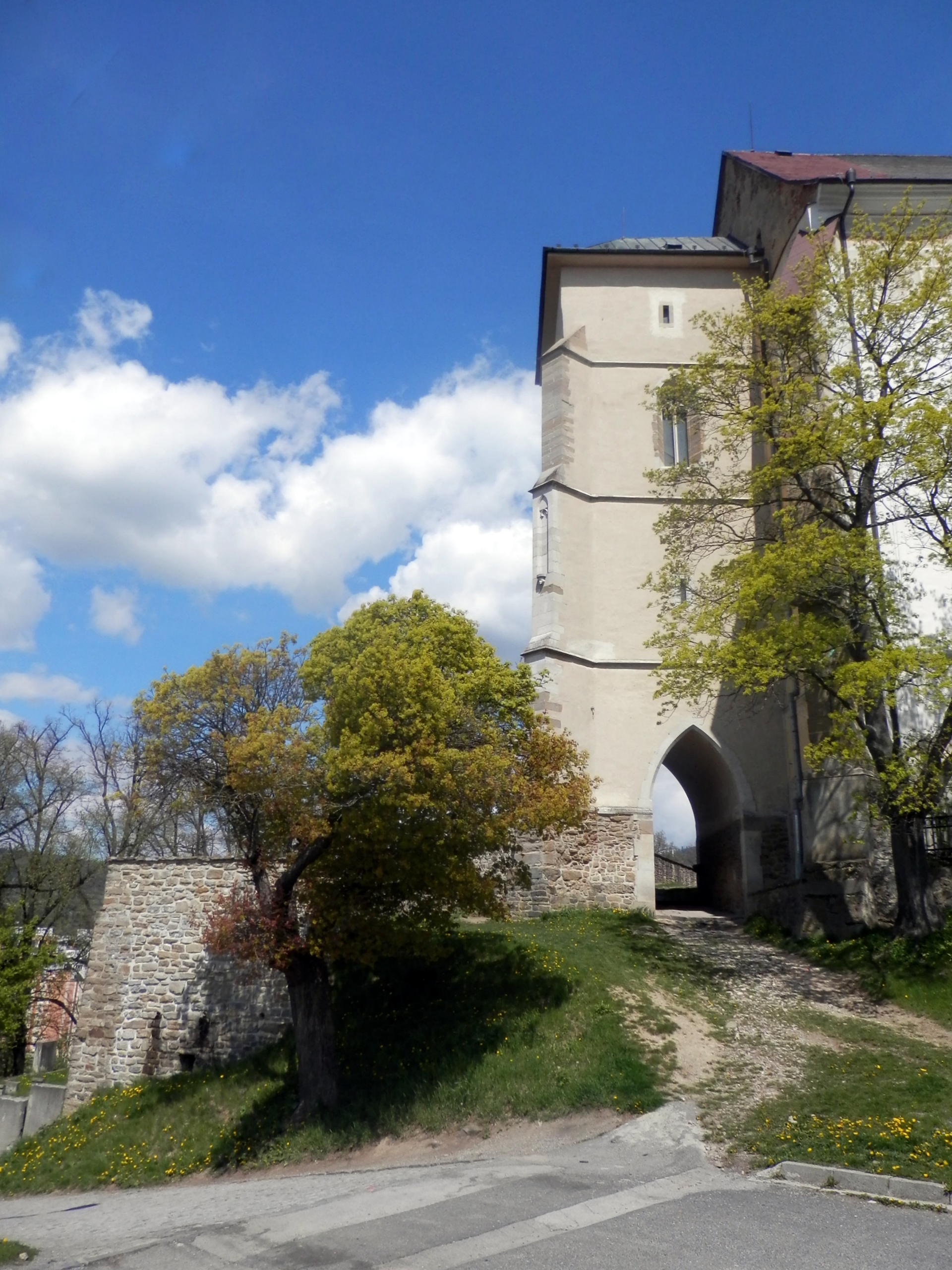
Brama polska

## Dzieła mistrza Pawła z Lewoczy
Na terenie objętym ochroną znajdują się najbardziej znane dzieła późnogotyckiego rzeźbiarza – mistrza Pawła z Lewoczy. Brakuje szczegółowych informacji o żywocie tego rzeźbiarza, ponieważ większość opisujących go dokumentów spłonęła podczas pożaru archiwum lewockiego w 1550 roku.
Jego najsłynniejsze dzieła to:
- główny ołtarz w kościele pw. świętego Jakuba w Lewoczy
- ołtarz świętej Barbary w kościele Wniebowzięcia NMP w Bańskiej Bystrzycy
- ołtarz świętego Jerzego w kościele św. Jerzego w Spiskiej Sobocie[6].

Działa mistrza Pawła z Lewoczy
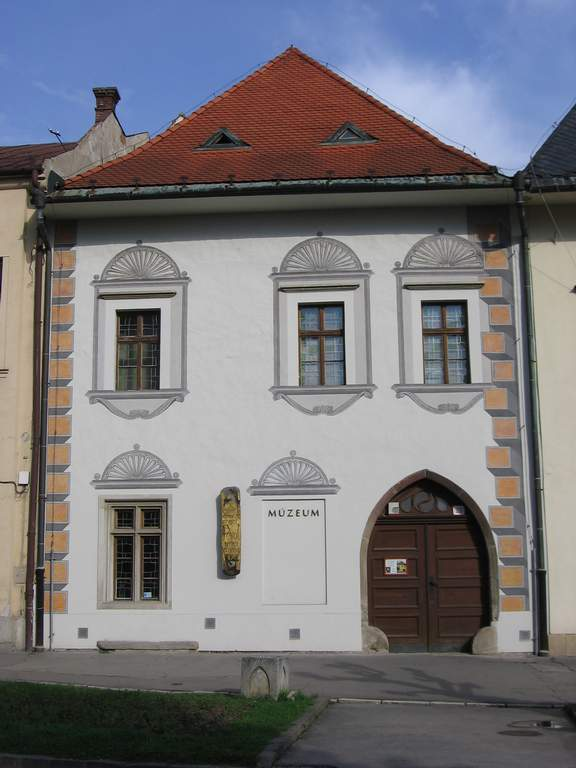
Dom mistrza Pawła, w którym mieści się obecnie jego muzeum
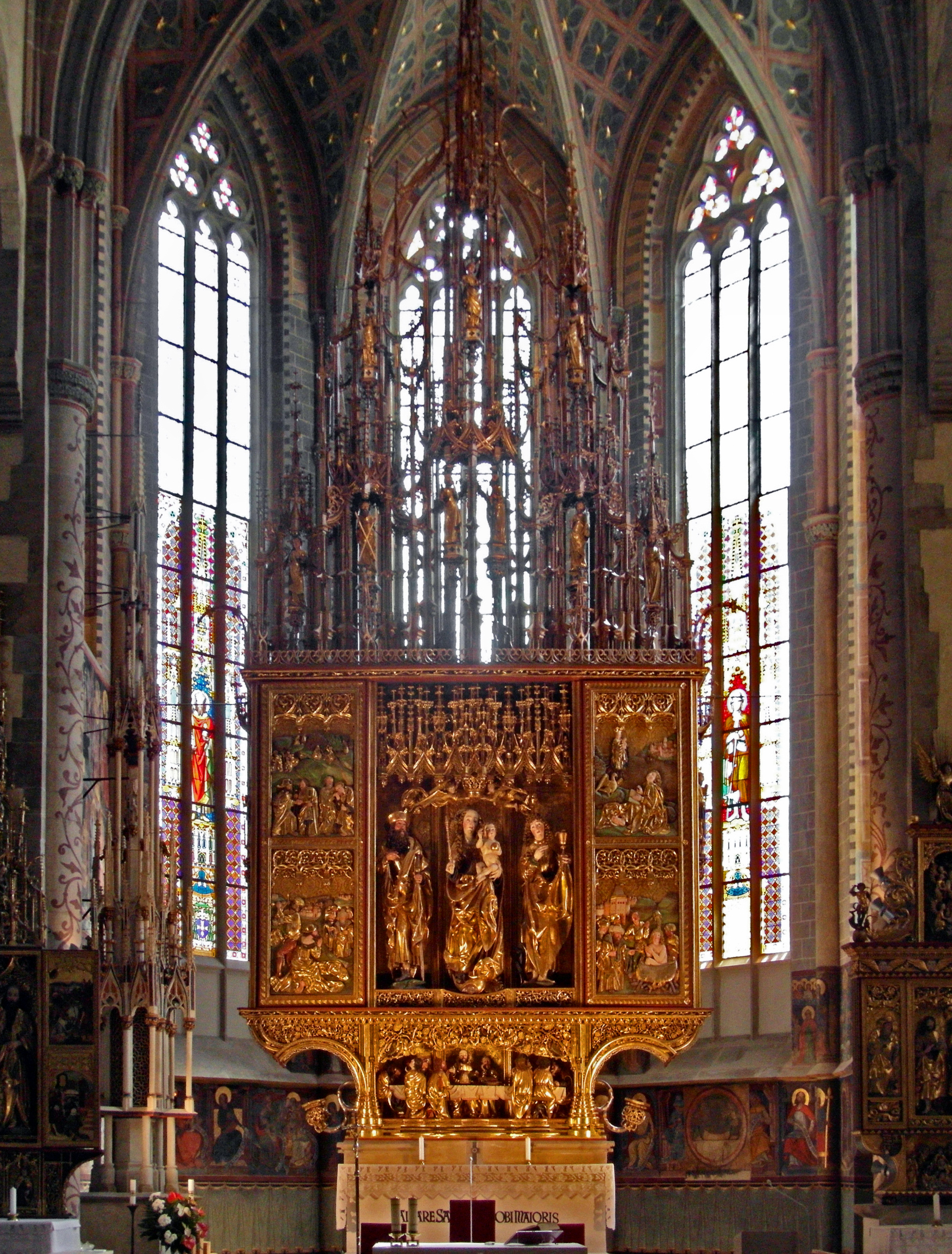
Główny ołtarz w kościele św. Jakuba w Lewoczy
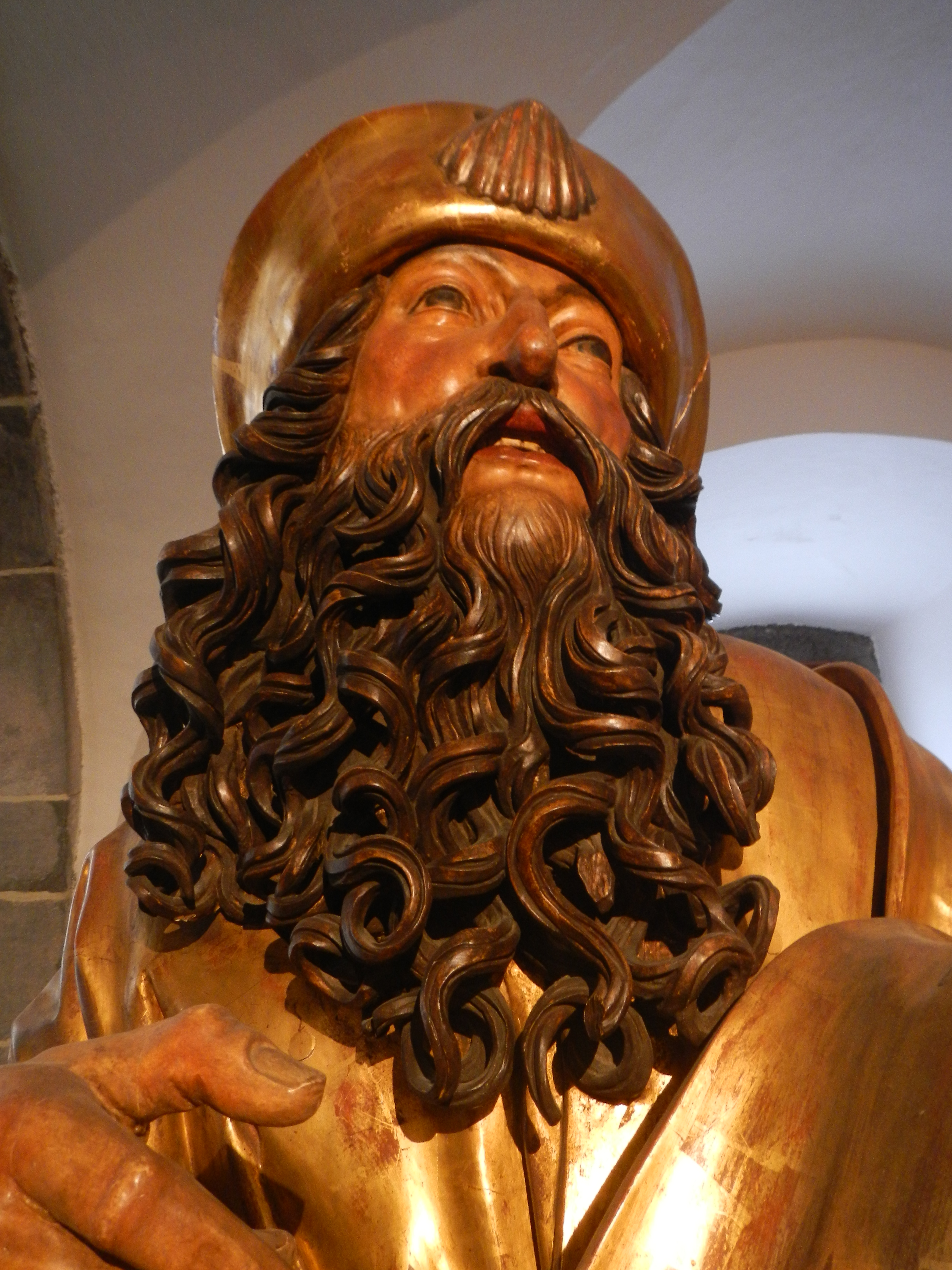
Replika figury św. Jakuba
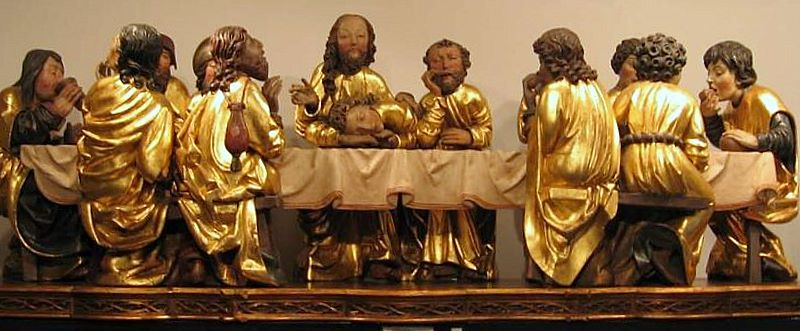
Ostatnia Wieczerza
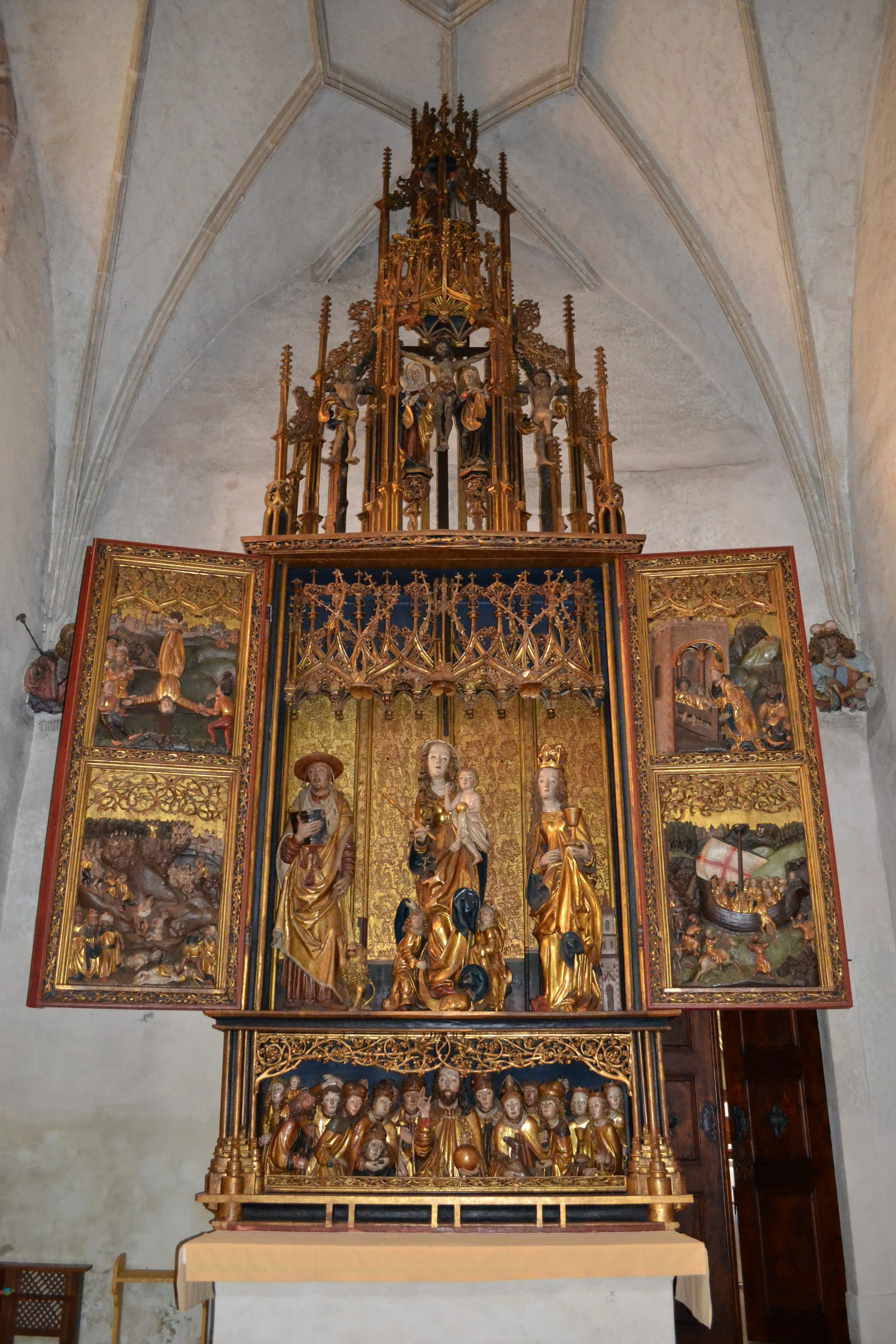
Ołtarz świętej Barbary w Bańskiej Bystrzycy
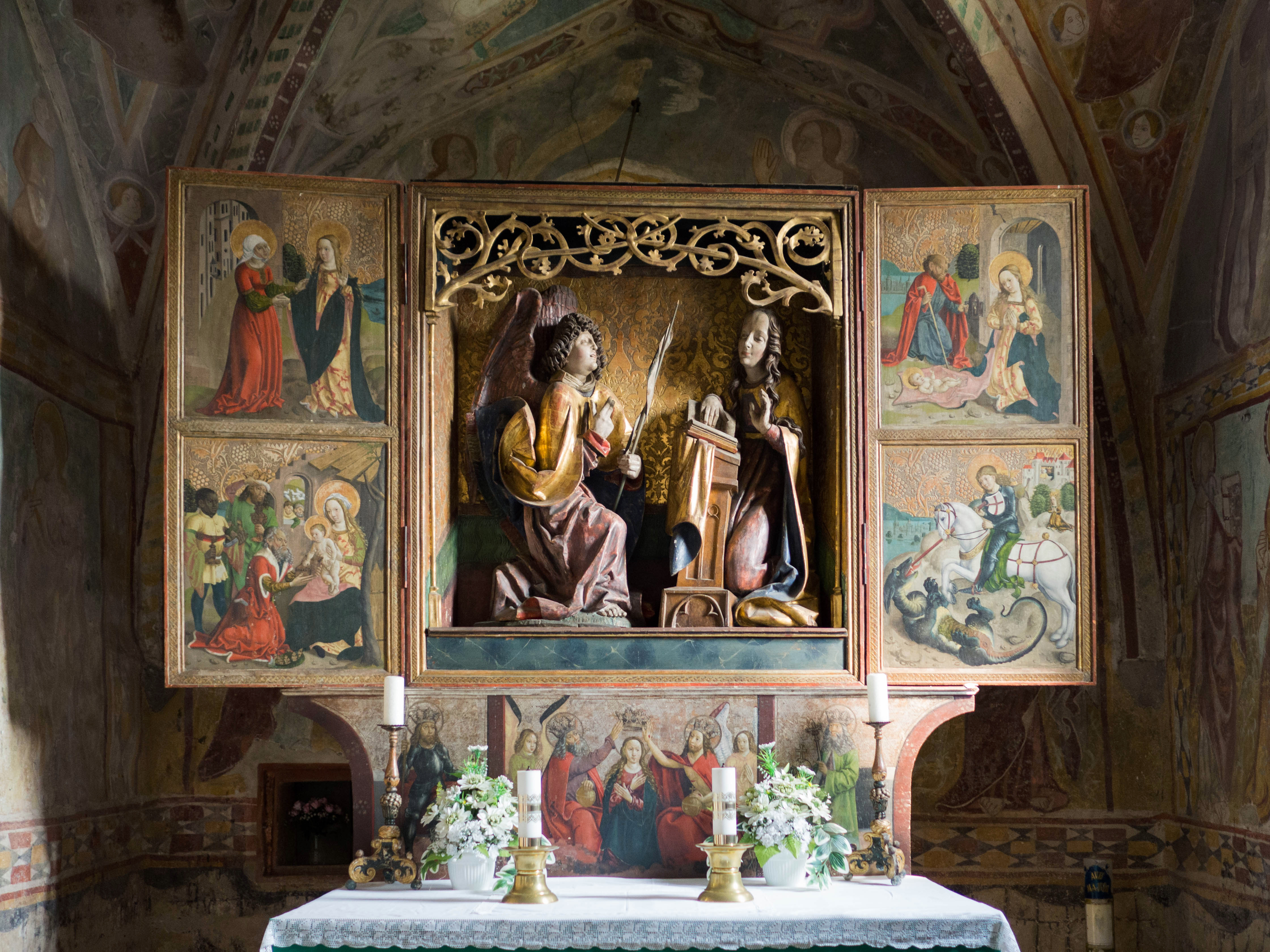
Ołtarz w kościele Zwiastowania Marii Panny w Chyžném.

## Zamek Spiski
Jeden z największych tego typu kompleksów zamkowych w środkowej Europie, zajmuje powierzchnię ok. 4 ha. Obecnie większość zamku jest zrujnowana, część murów obronnych została odbudowana współcześnie. Historia zamku sięga XII wieku. Na początku funkcjonował jako twierdza graniczna, następnie przez kilka wieków stanowił siedzibę żupana spiskiego. W drugiej połowie XV wieku Stefan Zápolya, jego ówczesny właściciel, zlecił przebudowę, w wyniku której kompleks zamkowy wzbogacił się o pałac, salę rycerską i kaplicę świętej Elżbiety. W jednej z komnat zamku urodził się jego syn Stefana – Jan, który został później królem Węgier. Po pożarze w 1780 roku zamek stopniowo popadał w ruinę, aż do rozpoczęcia jego konserwacji w latach 70. XX wieku.

Zamek Spiski
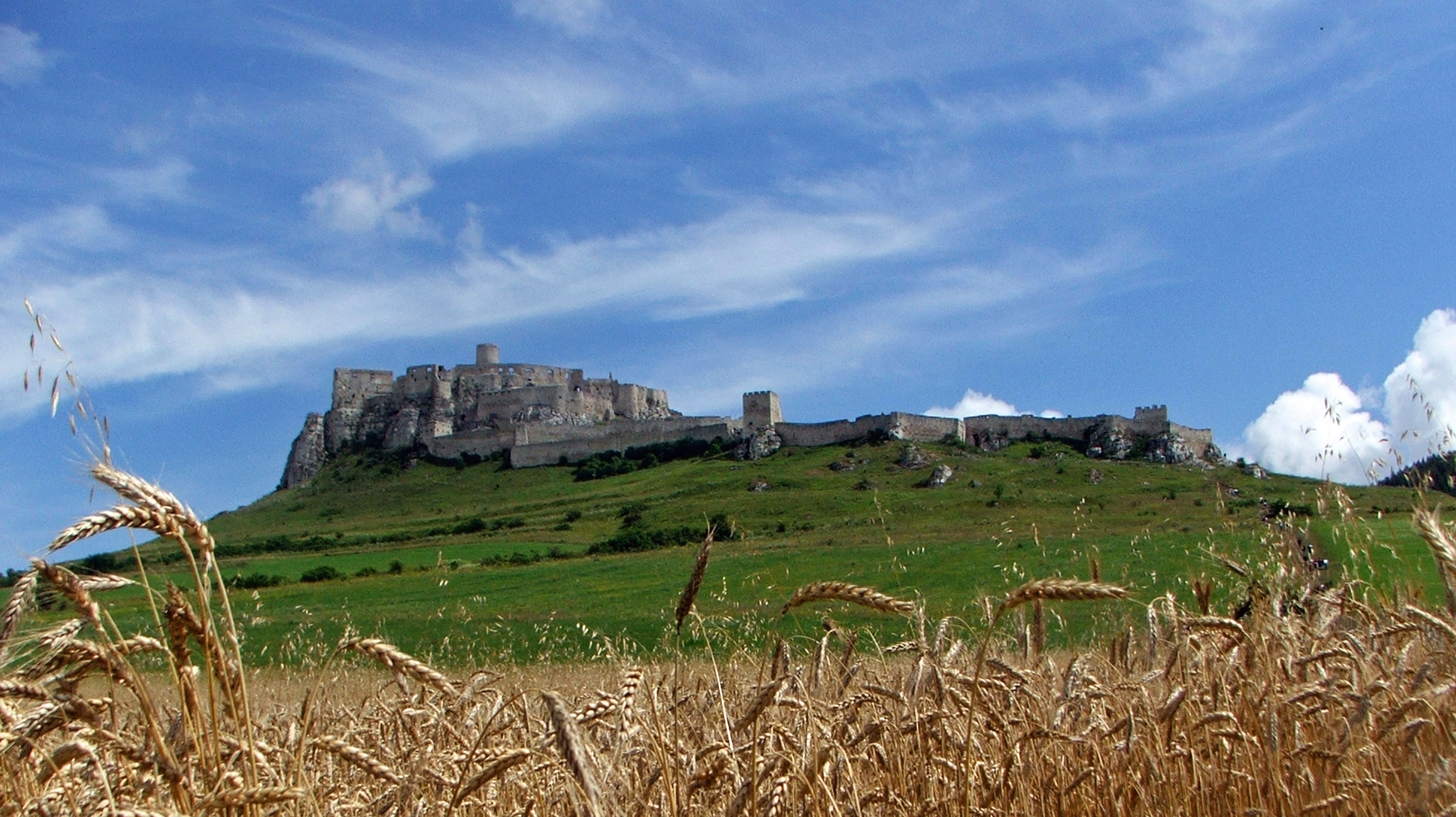
Widok na zamek
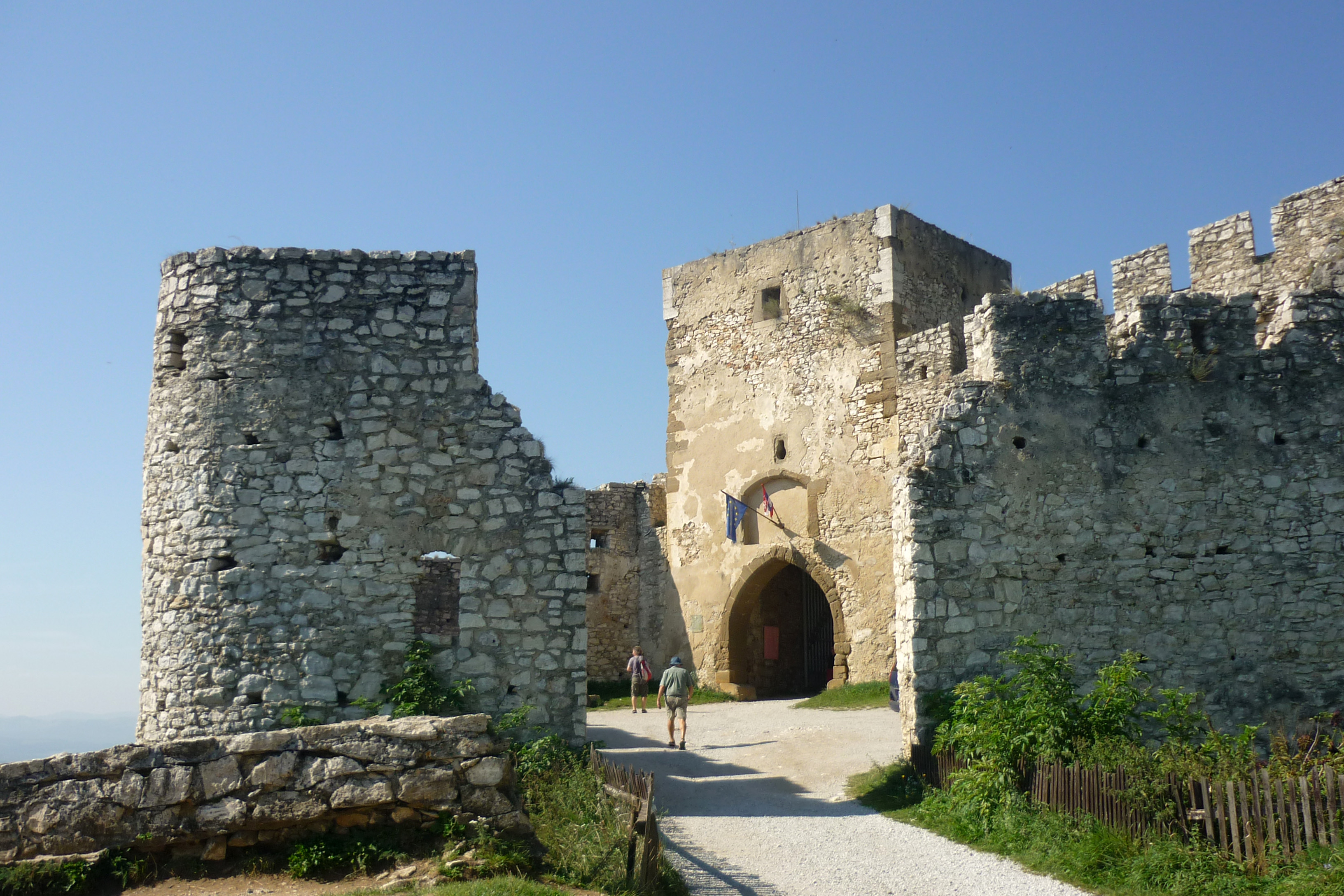
Brama główna
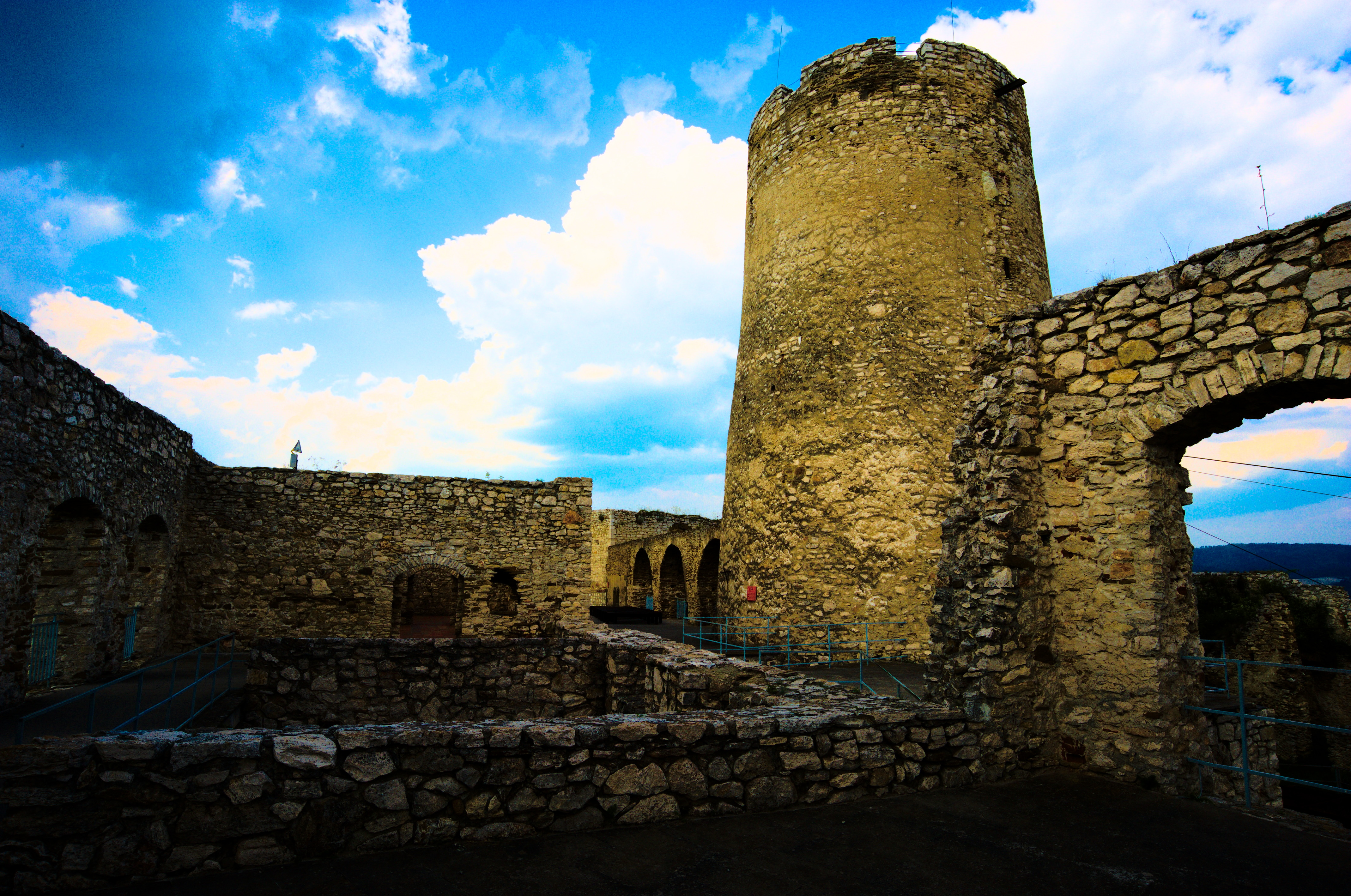
Zamek górny
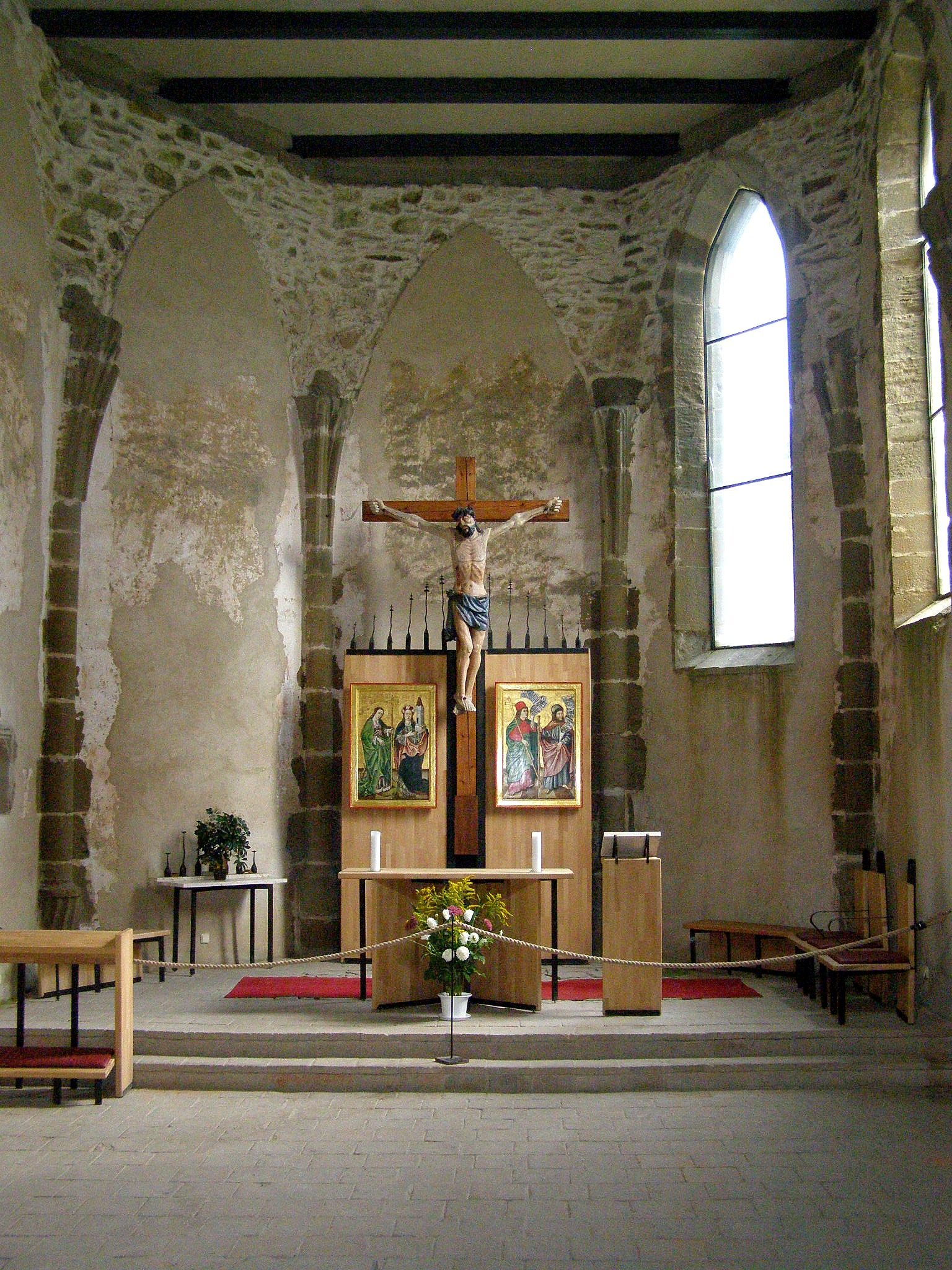
Prezbiterium kaplicy zamkowej
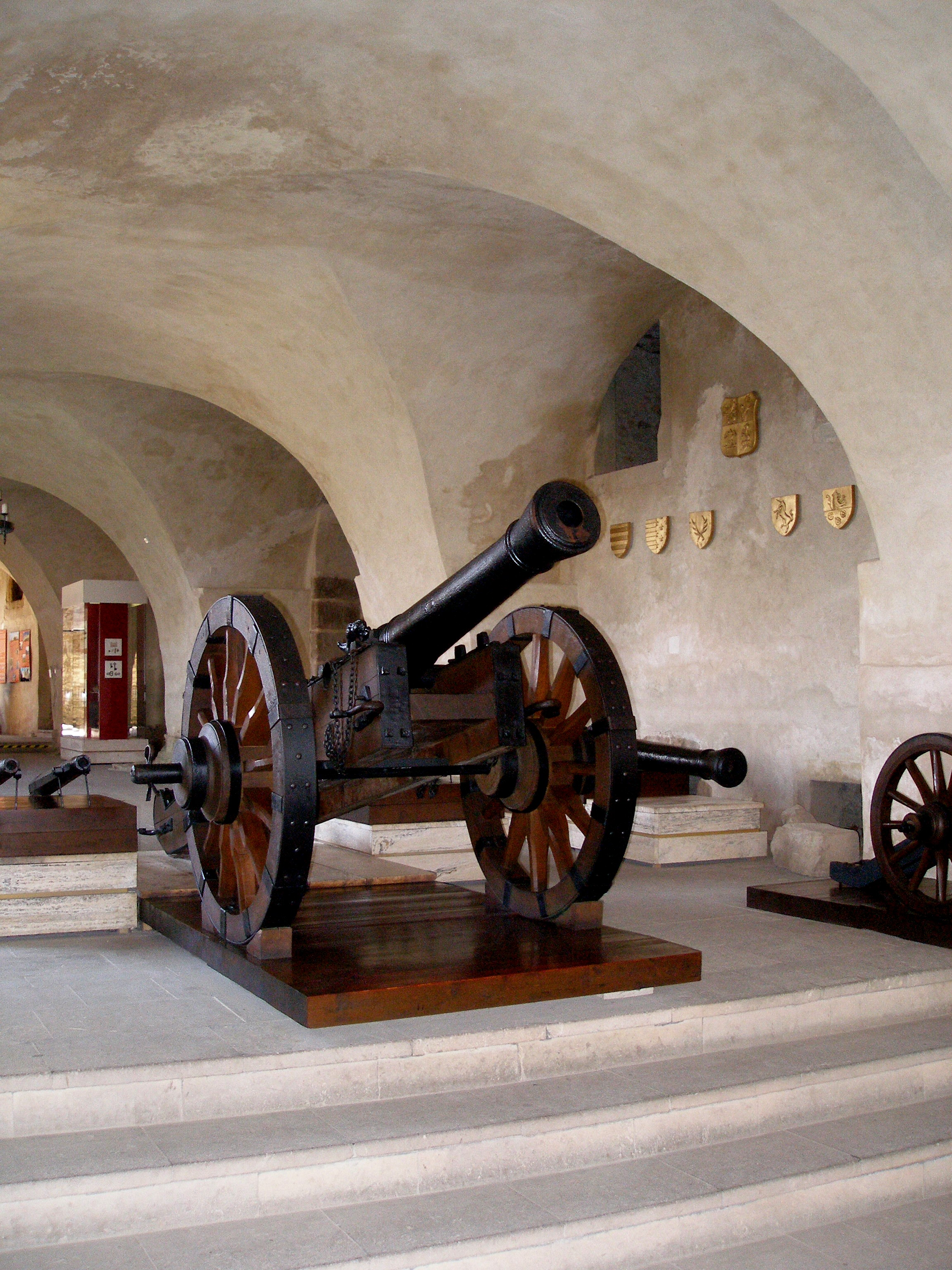
Wystawa broni historycznej

## Spiskie Podgrodzie
Wraz z rozpoczęciem budowy zamku, zaczęto także zamieszkiwać jego podgrodzie. Zaczęły powstawać w jego pobliżu niewielkie osady, które były zależne od zamku. Mieszkańcy tych osad byli głównie sługami pana zamku. Z czasem niektóre osady połączyły się w większe wioski lub miasta. W ten sposób – poprzez połączenie trzech gmin – powstało Spiskie Podgrodzie (sł. Spišské Podhradie). Spiskie Podgrodzie przeżywało całe średniowiecze jako bardzo ważne, znane i prosperujące miasto.

Spiskie Podgrodzie
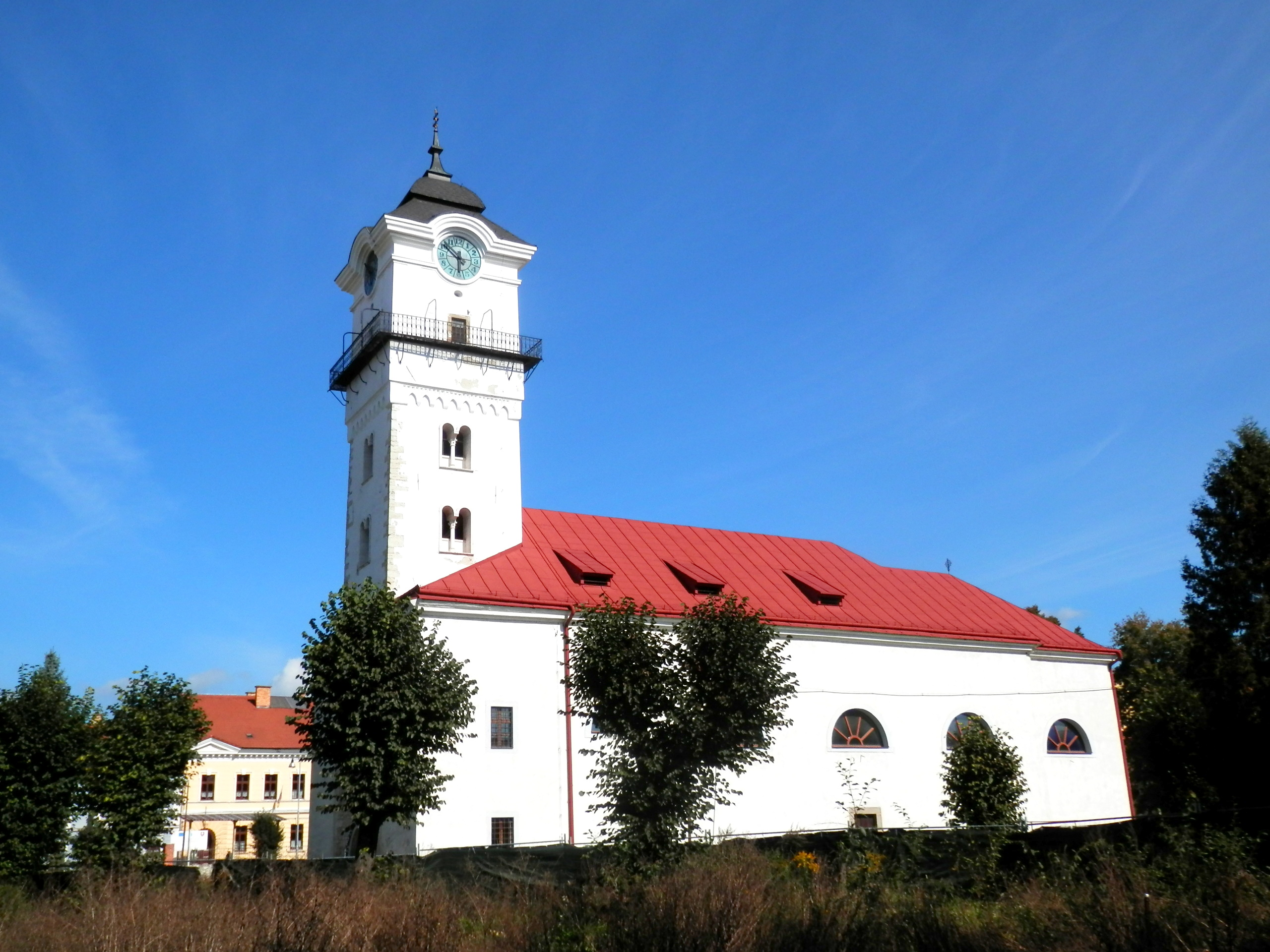
Kościół Narodzenia Marii Panny
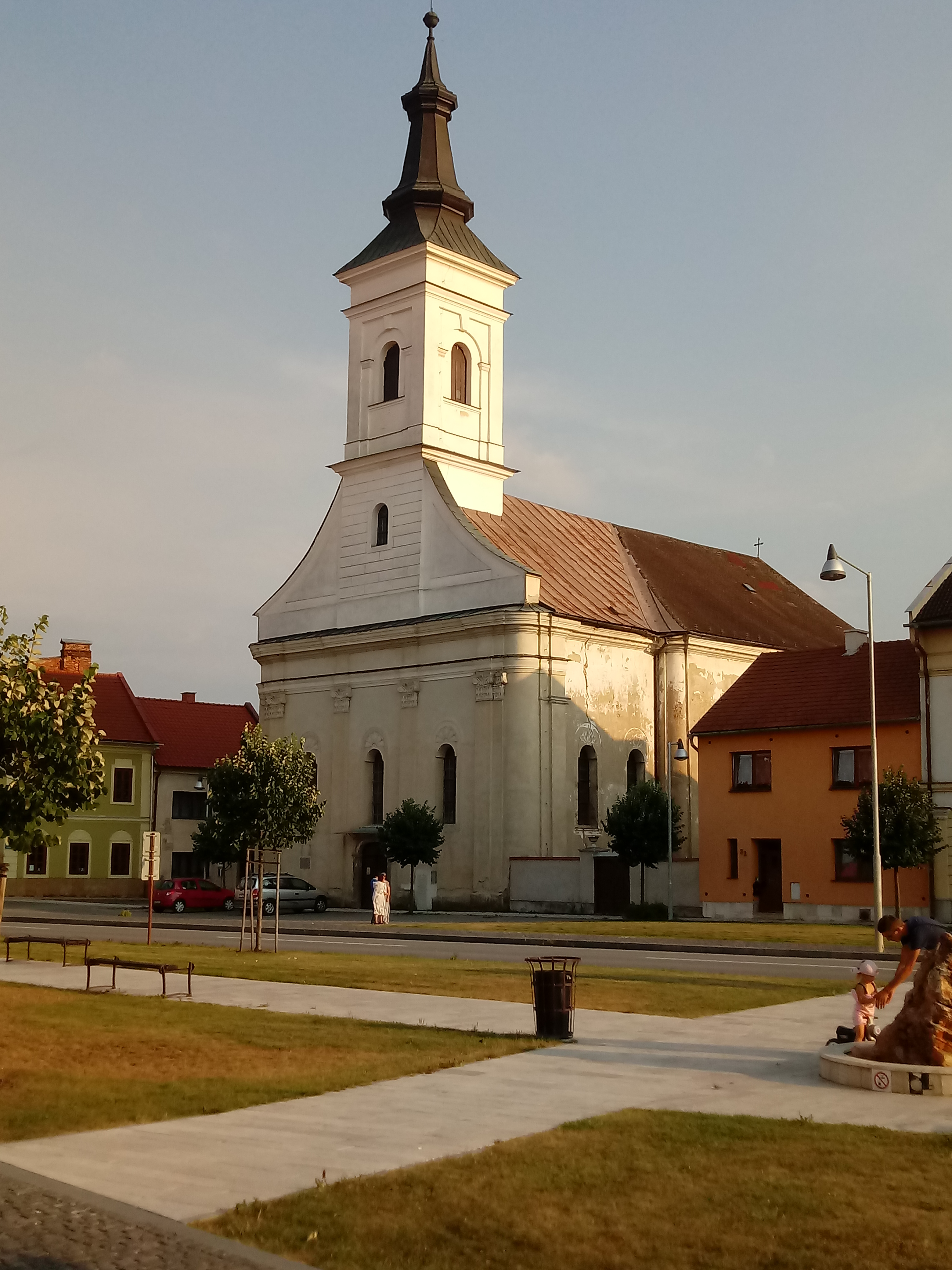
Kościół ewangelicki
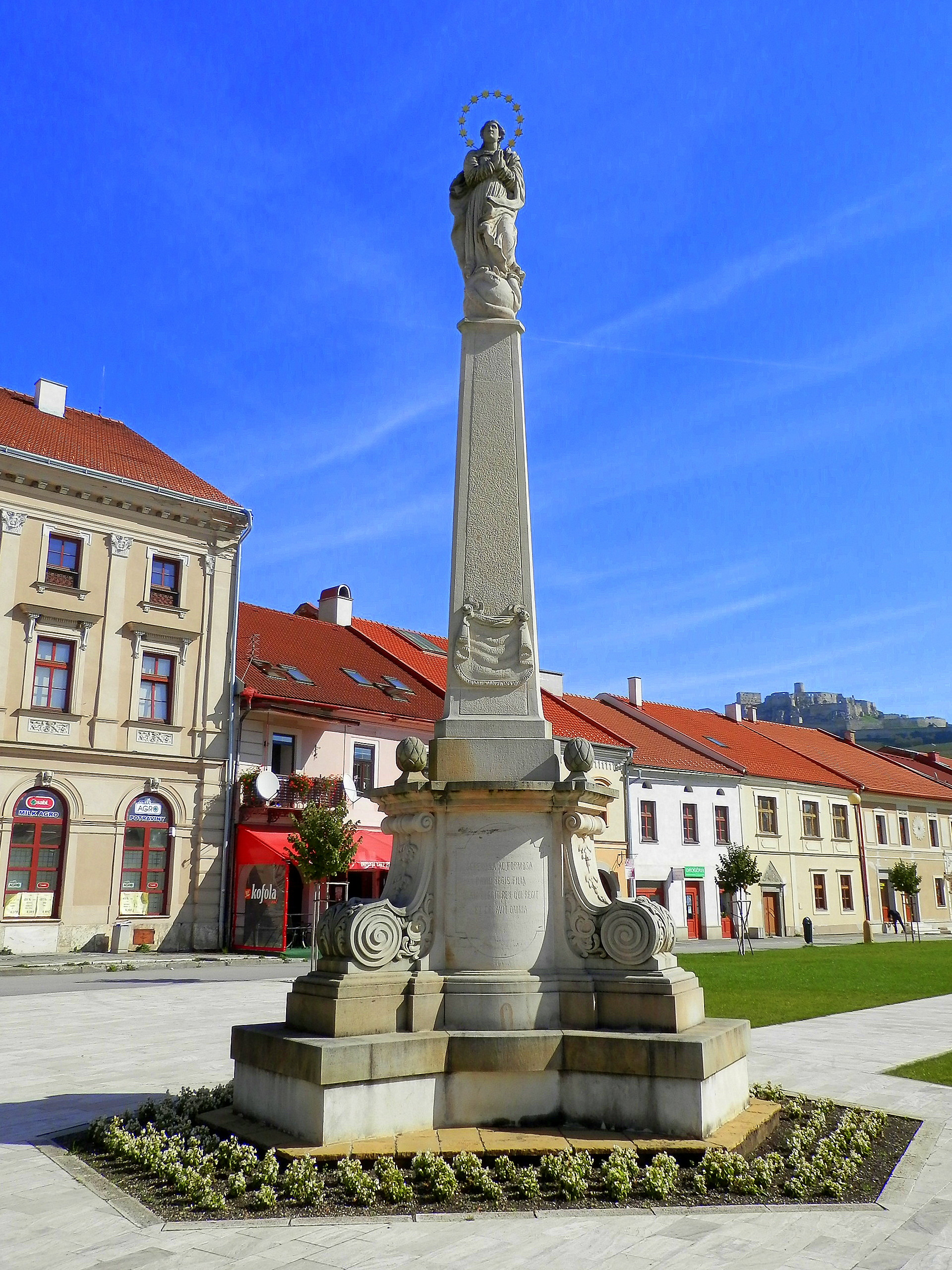
Kolumna maryjna
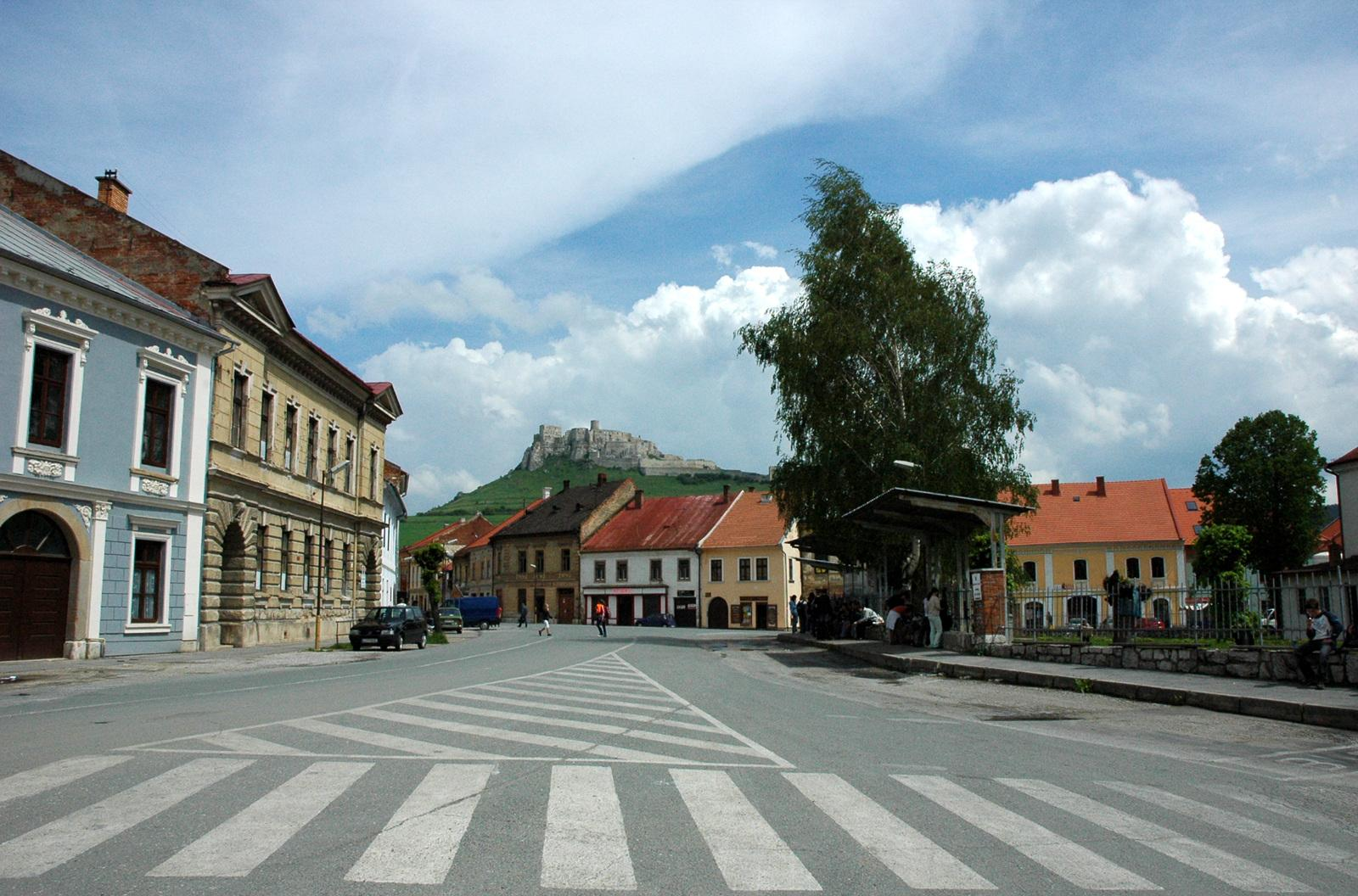
Kamienice Podgrodzia Spiskiego
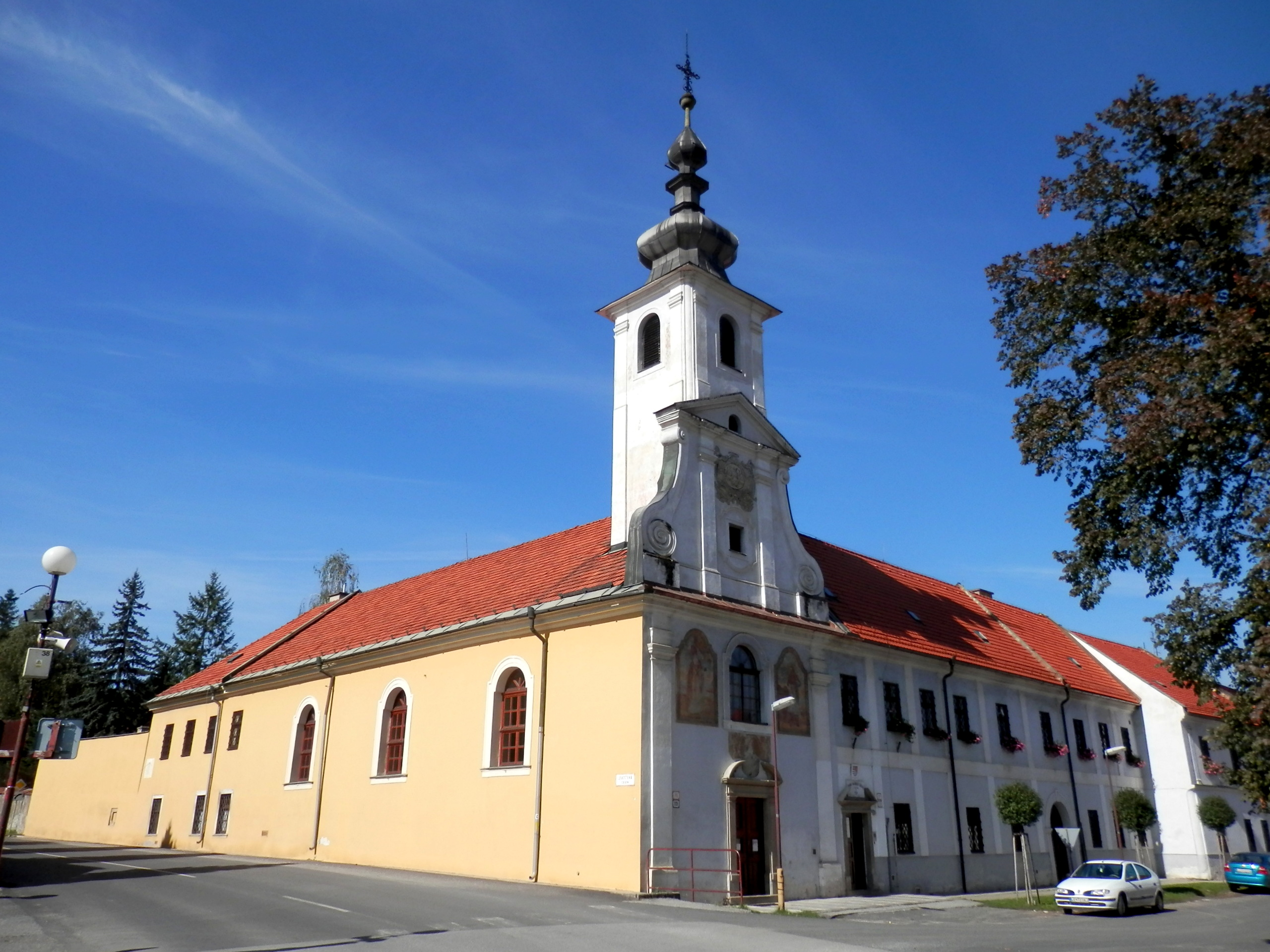
Kościół św. Jana Bożego i klasztor Braci Miłosiernych
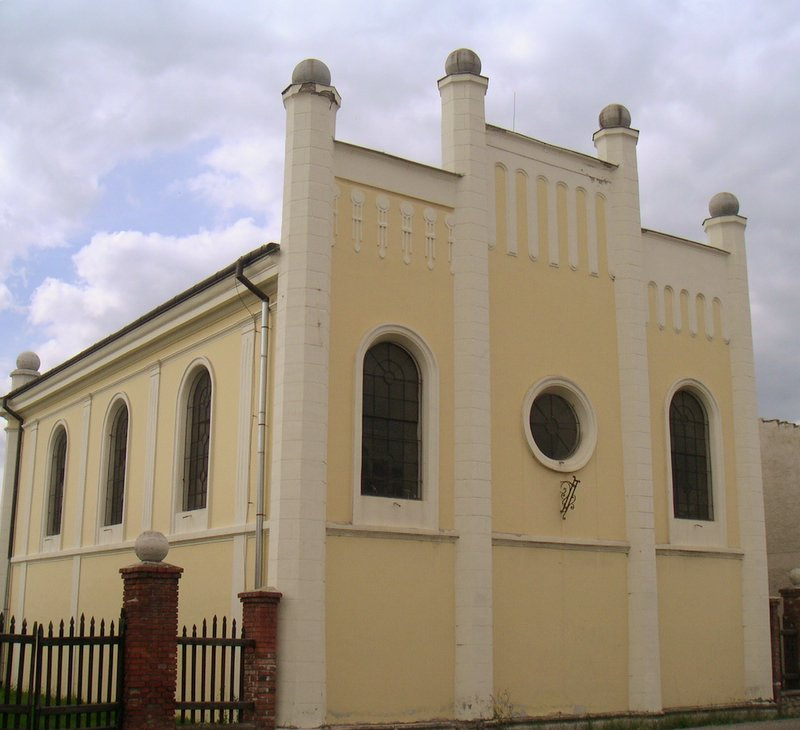
Synagoga

## Spiska Kapituła
Historia tego kościelnego miasta sięga IX wieku, jednak właściwa historia kapituły spiskiej zaczyna się dopiero pod koniec XII wieku – po założeniu poczty spiskiej, które to wydarzenie również było związane z osiedlaniem się na Spiszu Niemców. Już w XIII wieku działała tu szkoła, a Spiska Kapituła została uznana za „wiarygodne miejsce” – miała prawo wystawiać i weryfikować dokumenty oraz dokonywać czynności notarialnych i prawnych.

Spiska Kapituła
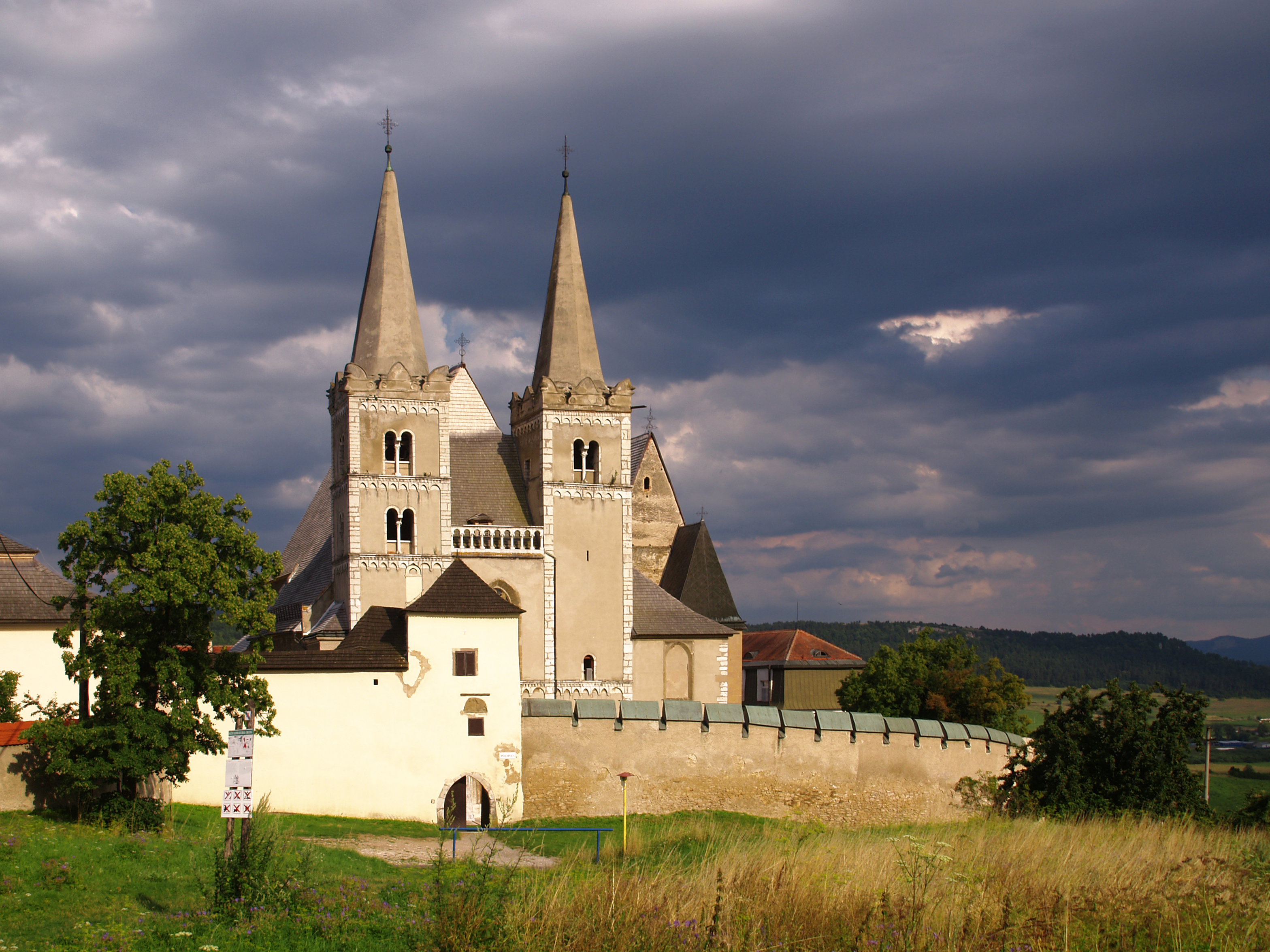
Spiska Kapituła
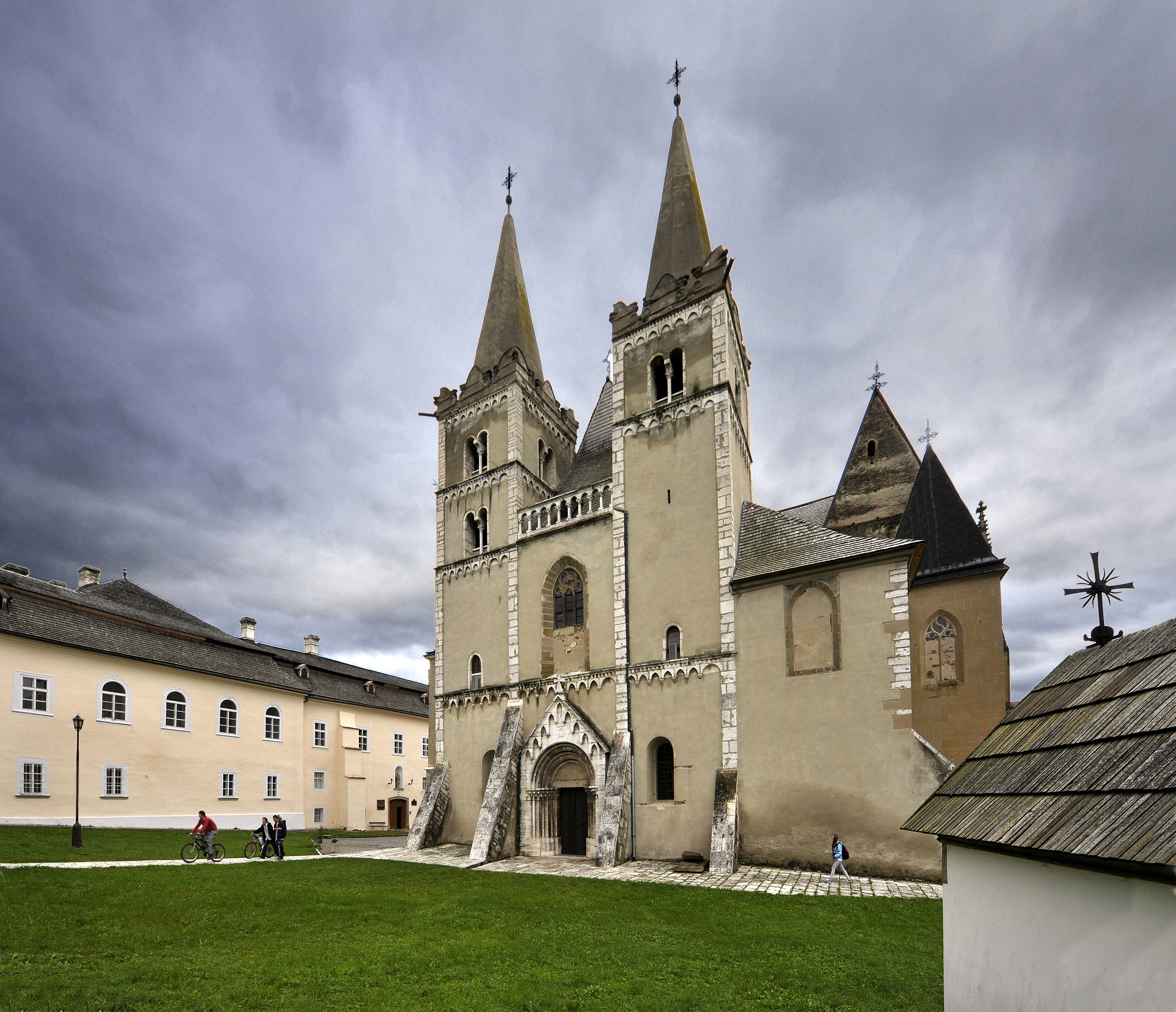
Katedra św. Marcina
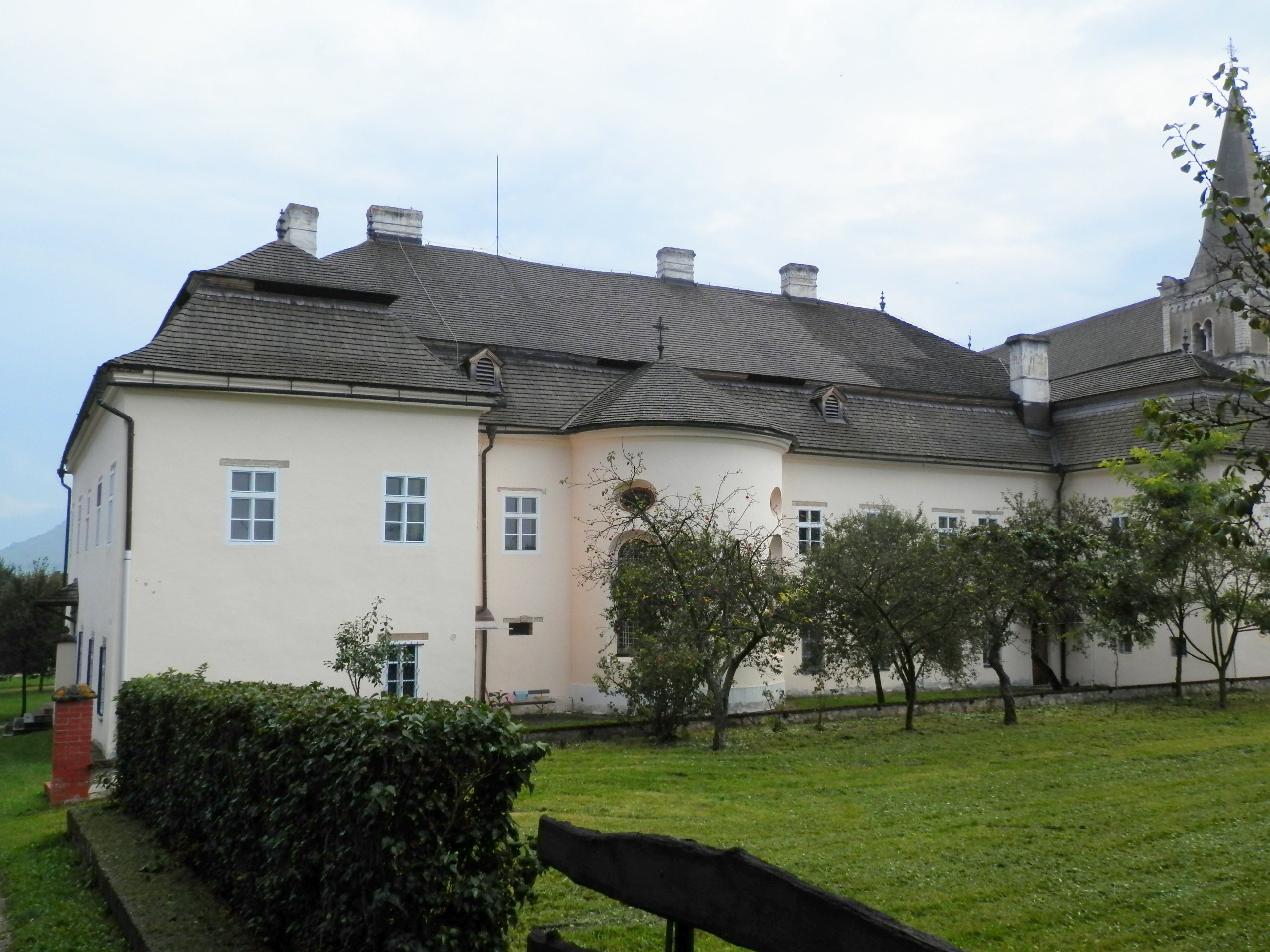
Pałac biskupi
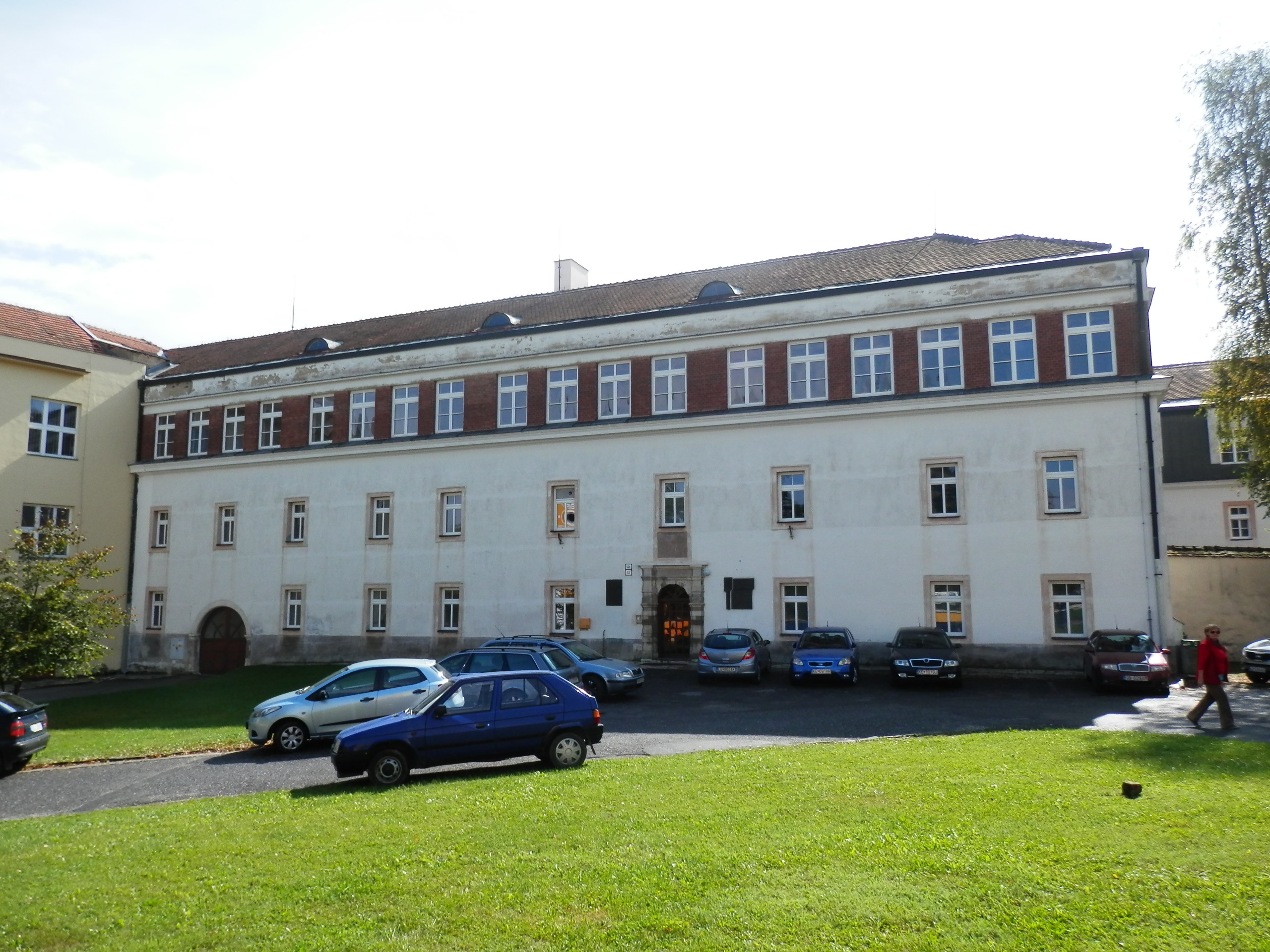
Seminarium kapłańskie biskupa Jána Vojtaššáka
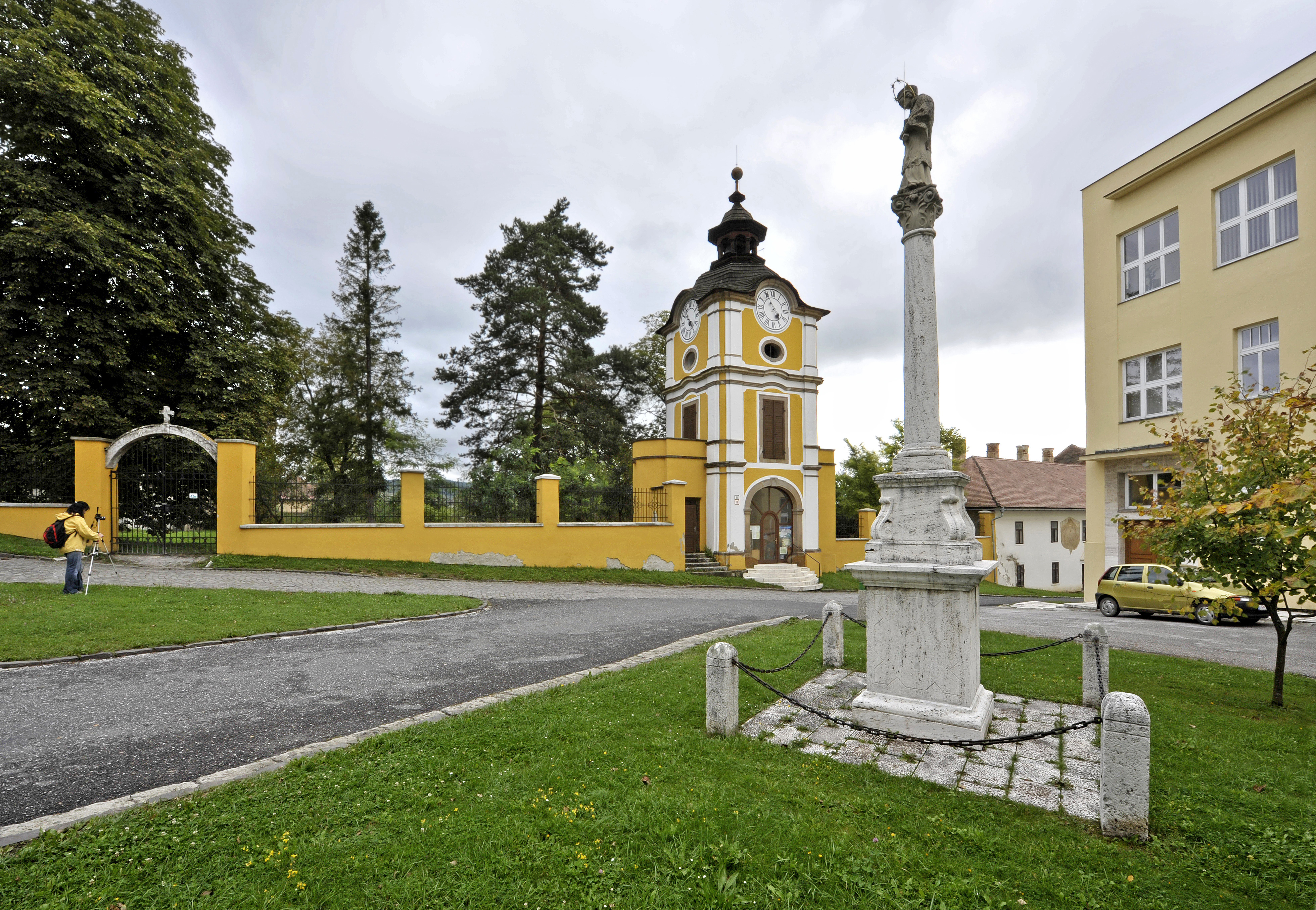
Wieża zegarowa
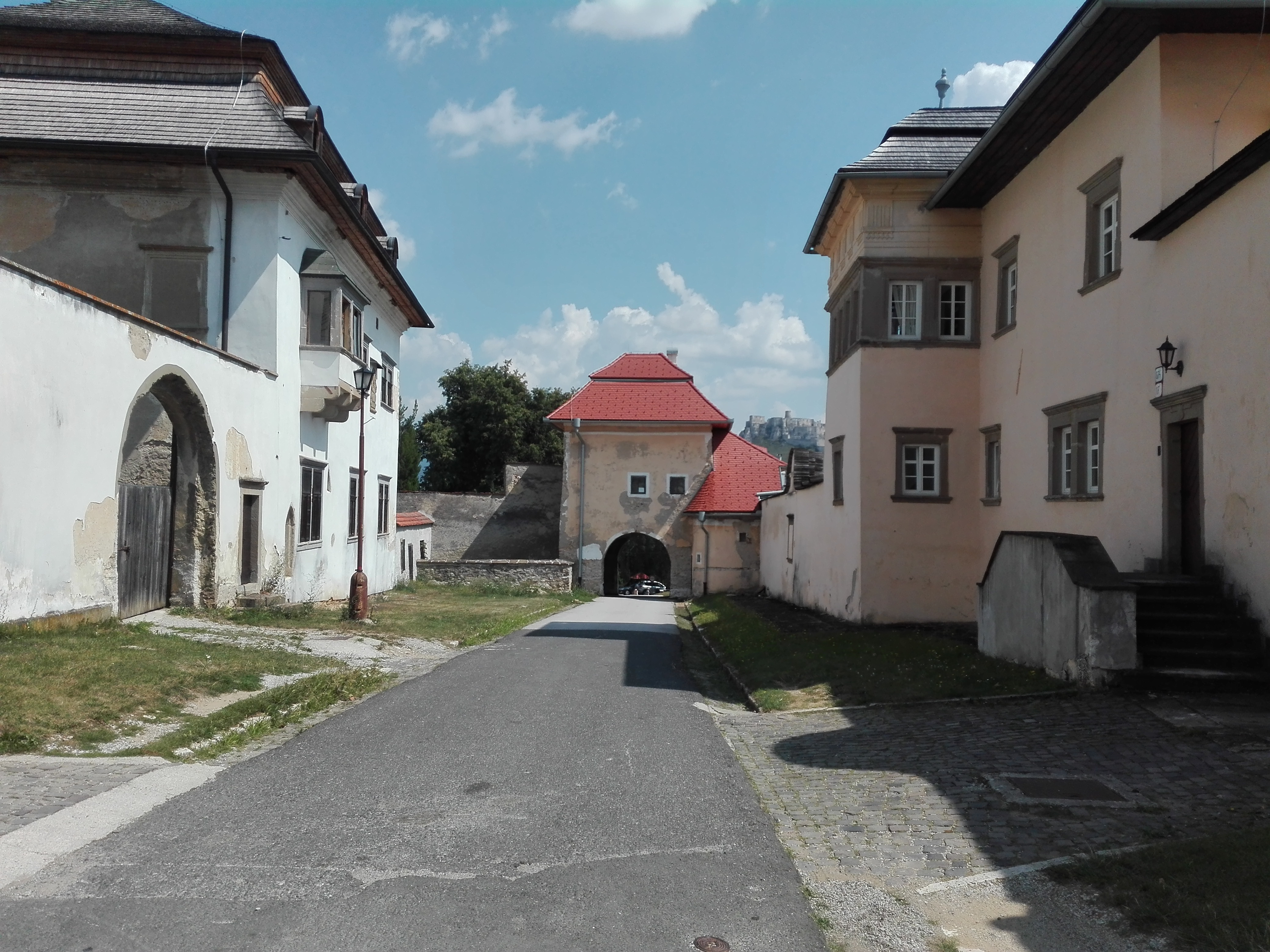
Dolna brama